# Église Sainte-Marie de Buxheim
L’ancienne église Sainte-Marie (dite aussi de l’Assomption), qui desservait la chartreuse de Buxheim, est une église de style baroque à Buxheim près de Memmingen, en Souabe.
Il n’existe plus de vestiges de l’église primitive, qui datait sans doute du XIe siècle. Le chœur des moines, du XIIIe siècle est aujourd’hui la partie la plus ancienne de l’église, le chœur des frères date du XVe siècle. Au XVIIIe siècle, les frères Dominikus et Johann Baptist Zimmermann, ont profondément remanié l’église dans le style baroque.
Après sa sécularisation en 1802, l’ancienne chartreuse tomba aux mains du comte Maximilian von Ostein, et, après la mort de ce dernier, aux comtes Waldbott von Bassenheim, qui transformèrent ce lieu de culte en église funéraire. L’édifice est aujourd’hui propriété de l'État de Bavière, qui l’a acquis en 1916. De 1955 à 1994, les Salésiens de Don Bosco ont disposé du droit d’usage de l’église. Depuis lors, elle est devenue une partie du Musée allemand des chartreuses, et est connue surtout pour son ensemble de stalles baroques, œuvre d’Ignaz Waibel (de).

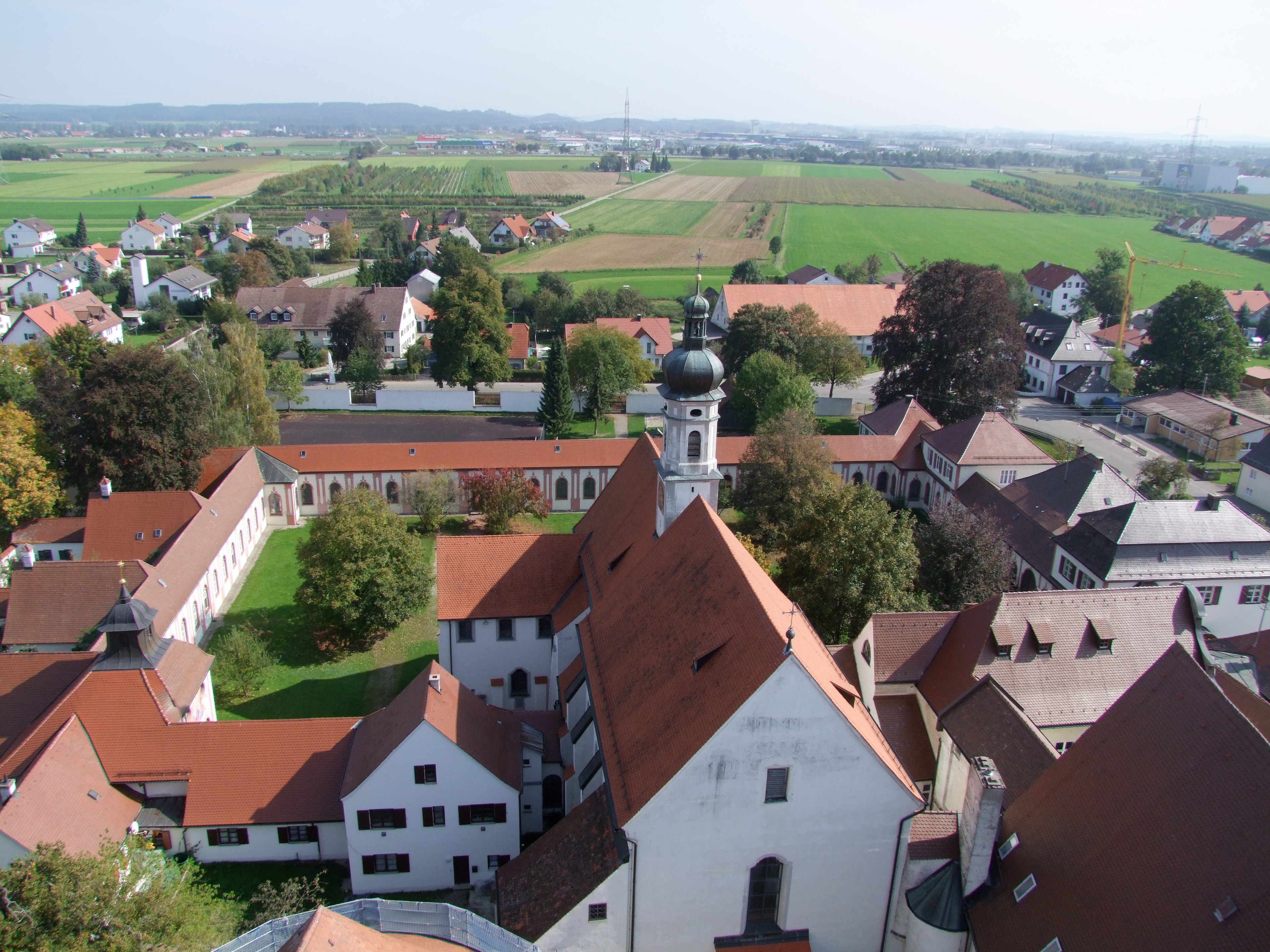
L’église et son cloître

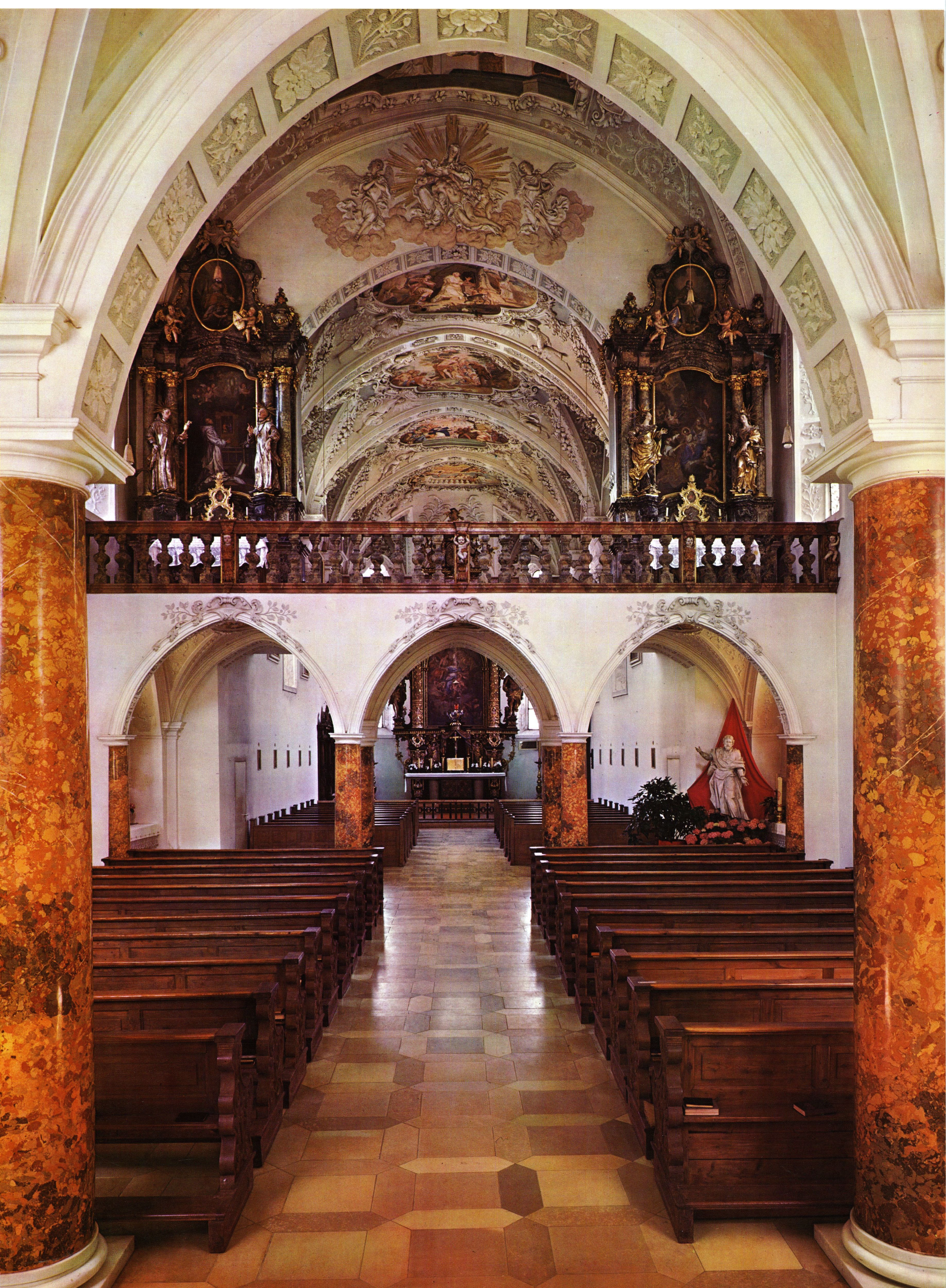
Intérieur, de 1957 à 1993

## Situation

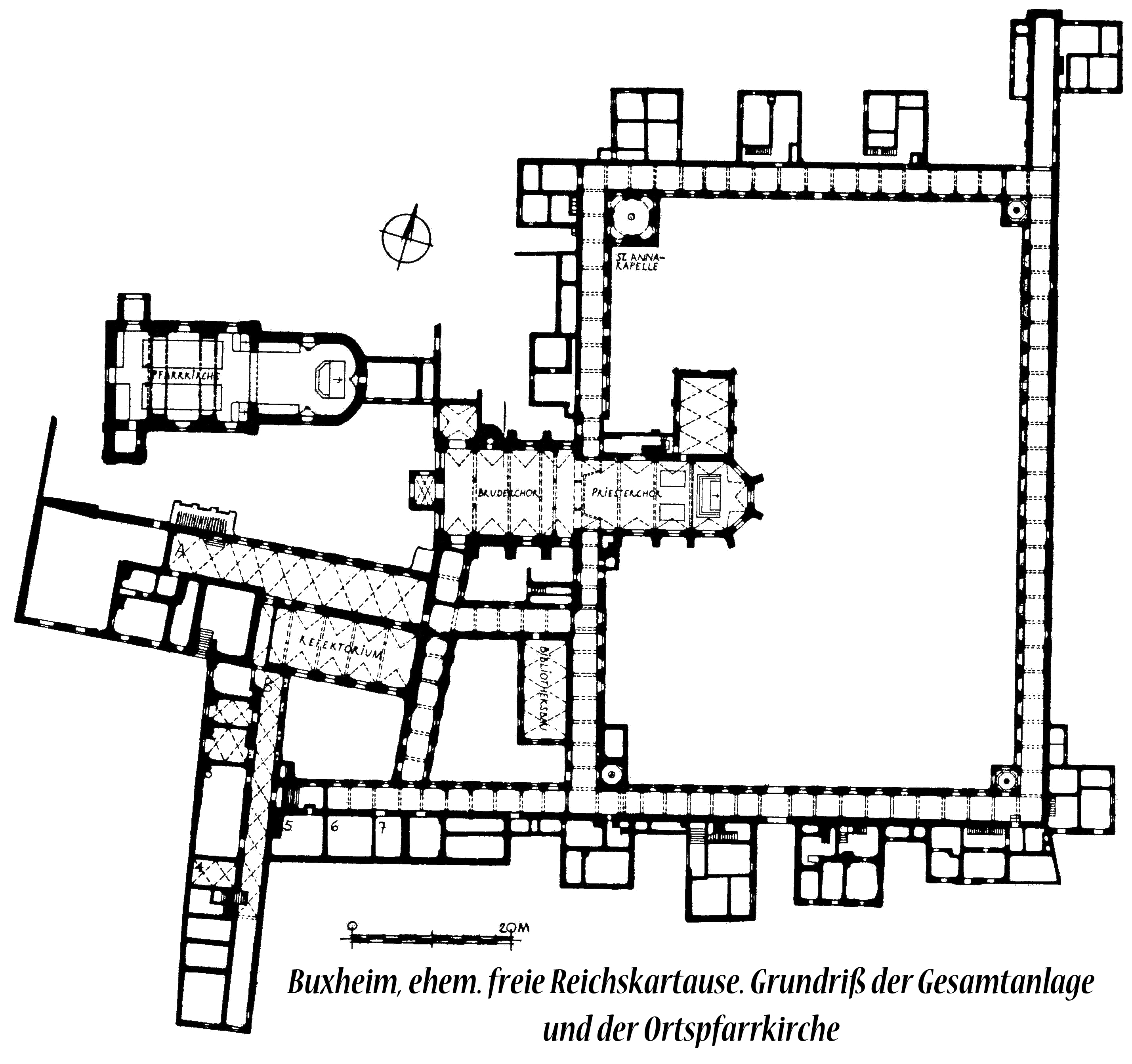
Plan actuel du couvent

L’église orientée occupe une position centrale dans l’ancien complexe conventuel situé sur une hauteur de la partie inférieure de la vallé de l’Iller. Le bras occidental du promenoir du cloître sépare comme un tunnel le chœur des moines de celui des frères.

## Histoire
La première église a sans doute été construite lors de la fondation de cet ensemble religieux vers l’an 1100. L’actuel chœur des moines date sans doute du XIIIe siècle, on suppose qu’à l’origine il constituait l’église collégiale de la première congrégation. Il s’agissait alors d’une construction en briques, non crépies, avec des fenêtres à remplages en tiers-point et des voûtes gothiques. Les chartreux ayant reçu le couvent en 1402, une donation leur permit en 1435 de se procurer un grand retable. La plus importante transformation architecturale consista en la construction d’un chœur des frères, avec jubé, élevé vers 1450 par le frère-lai Collmanus pour la séparation des moines et des frères-lais. Au nord du chœur des moines, on construisit une sacristie sur deux niveaux, dont l’étage fut destiné à la conservation des archives du couvent.
Une autre donation permit en 1512 la construction d’une galerie occidentale dans le chœur des frères, desservie par un escalier à vis en terre cuite. Cette tribune – sur laquelle figuraient deux autels (donnés en 1955 à l’abbaye d’Ottobeuren) – était réservée aux hôtes du couvent et permettait d’accéder directement à l’hôtellerie conventuelle. En 1680, commencèrent les premières études relatives à la baroquisation de l’église, les travaux proprement dits étant exécutés de 1709 à 1711. À cette occasion, on fit l’acquisition de tableaux de peintre Johann Friedrich Sichelbein, de Memmingen, tandis que les célèbres stalles baroques ont été sculptées par Ignaz Waibel. Dans le chœur des moines, on supprima les ogives gothiques, dans celui des frères, on les transforma. La baroquisation des fenêtres fut entreprise par les frères Zimmermann, occupés à la chartreuse entre 1709 et 1741. Les remplages gothiques furent remplacés par des fenêtres en plein cintre, à décor en stuc. Dominikus Zimmermann renouvelle alors la charpente sous la direction du maître maçon Christian Wiedemann, du couvent d’Elchingen. On construisit à cette occasion, dans le comble au-dessus du chœur des moines, des arcs maçonnés qui passent encore aujourd’hui encore pour audacieux.

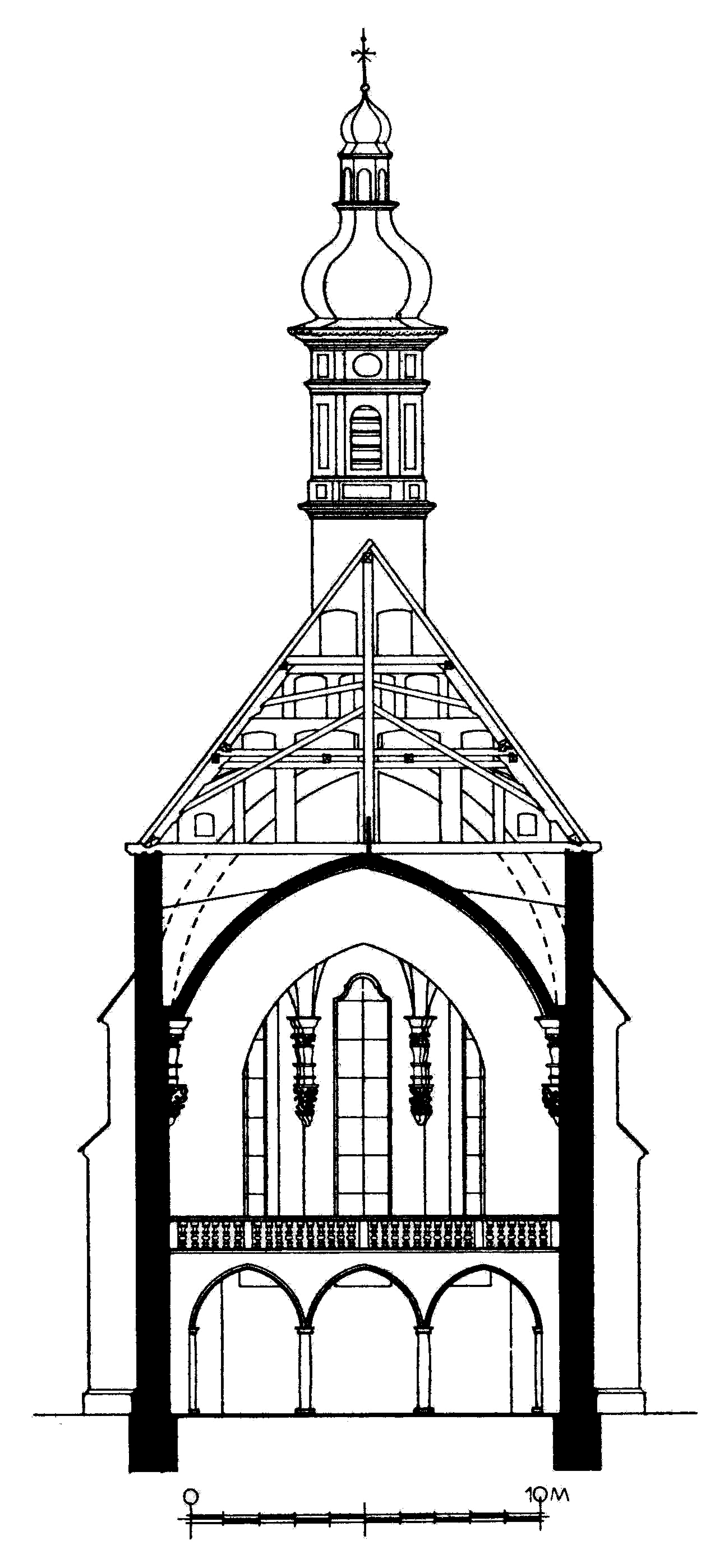
Coupe sur l’église Sainte-Marie après la rénovation de 1956

Les parois latérales du chœur des frères ont été surélevées en réutilisant les matériaux de démolition des voûtes d’ogives. Ceci est encore observable sur les murs formant la base des combles. Seul le vestibule n’a pas été transformé. Dominikus Zimmermann a reconstruit de 1737 à 1741 la chapelle de la Vierge Marie et de saint Hugues, pour abriter les reliques de Quartillus, un saint des catacombes
En 1802, dans le cadre de la sécularisation générale des biens d’église en Bavière, la chartreuse a été sécularisée et cédée au comte Maximilian von Ostein. Les religieux, tolérés dans l’abbaye jusqu’en 1812, continuaient à utiliser le chœur des moines comme église.
L’ultime «première messe» d’un chartreux a été célébrée en juin 1804. Le dernier prieur impérial, et avant-dernier prieur de l’ancienne chartreuse, est mort en janvier 1806 à 85 ans et a été enterré dans l’église. Le cimetière des chartreux, qui se trouvait devant le chœur, a été profané en 1815.
Après la mort du comte d’Ostein en 1809, les comtes Waldbott von Bassenheim deviennent propriétaires du couvent. En 1830, ils font établir dans le chœur des moines un caveau funéraire destiné aux membres de leur famille. Le comte Friedrich Karl von Bassenheim est le premier à y être inhumé. Ce caveau, pourvu de deux entrées, était entouré d’une grille en ferronnerie artistement ouvragée. Des besoins financiers en raison d’un style de vie dispendieux amena les comtes de Bassenheim, à vendre progressivement les biens et trésors culturels de l’abbaye. En ce qui concerne l’église, les pertes les plus importantes ont été la vente des stalles du chœur des moines et de celui des frères, des autels, de l’argenterie, et de quelques peintures à l’huile. L’église a été acquise par l’État de Bavière en 1916 et en 1955 son usage a été concédé aux Salésiens de Don Bosco actifs à Buxheim (Souabe) depuis 1926.
Lors d’une rénovation de l’église, le jubé a été notablement déprécié par la suppression des parois du promenoir du cloître. Josef Lutz, de Leutkirch, restaura en 1956 toutes les fresques de l’église. Les parois du promenoir du cloître ont été remplacées par des colonnes. C’est ainsi que les deux chœurs ont été réunis en une grande église subdivisée par un jubé. L’église transformée a été consacrée en 1956 par l’évêque d’Augsbourg, Joseph Freundorfer. Les stalles ont été vendues aux enchères en 1883. Après avoir changé plusieurs fois de propriétaire, elles ont été finalement installées en Angleterre dans une chapelle construite aux dimensions du chœur de Buxheim. Elles ont pu être rachetées en 1980 par le district de Souabe. Ces stalles restaurées ont été réinstallées en 1994 à leur ancien emplacement. Par la même occasion, des parties du jubé, détruites en 1955-1956, ont été reconstruites. Aujourd’hui, l’église et sa sacristie font partie du musée allemand des chartreuses.

## Description architecturale
La façade baroque de l’église, à deux tours, est plutôt sobre et crépie de blanc.
L’église se compose du chœur des moines, du chœur des frères, de la chapelle de Marie et de la sacristie. À l’extérieur, elle comporte des contreforts gothiques. Le promenoir du cloître forme jubé et, à la manière d’un tunnel, sépare le chœur des moines de celui des frères.
Le chœur des moines comporte de hautes fenêtres dont l’ancien arc brisé a été transformé en plein cintre.
Le clocheton à l’extrémité occidentale de la toiture, comporte un bulbe sommé d’une lanterne, garnie d’une cloche. La pointe forme une croix.

### Chœur des moines

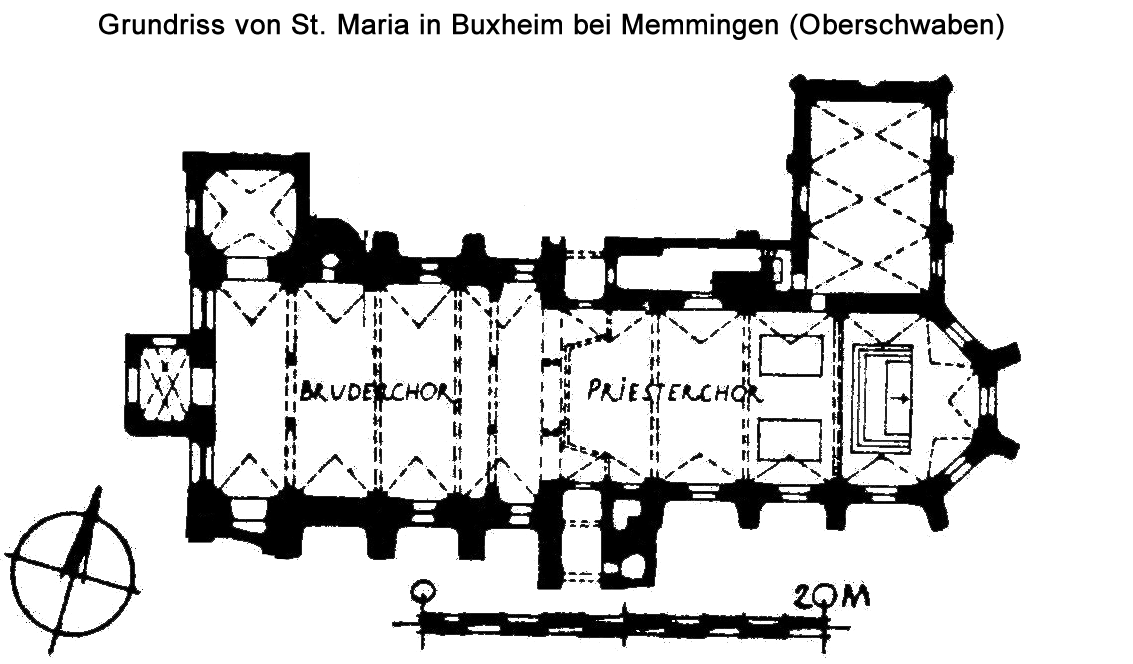
Plan de l‘église

Le chœur des moines, un peu plus étroit que celui des frères, comporte trois travées ainsi qu’un chœur liturgique à trois pans (18 × 11 × 11,75 m de haut). À son extrémité occidentale, un jubé haut de 5 m environ le sépare du chœur des frères, On y accède depuis le promenoir du cloître par une porte en bois aménagée dans les stalles. La sacristie donne accès à la fois au chœur des moines et au cloître. Sur le jubé, un passage sécurisé par une balustrade en faux marbre mène à une section de l’orgue, réparti de part et d’autre, et à un autel de jubé.

### Chœur des frères
Le chœur des frères-lais, à nef unique (14,2 × 10 × 13,3 m de haut), est séparé du chœur des moines par le jubé du promenoir du cloître. On y accède par ce jubé, ou par une porte ménagée dans le mur nord.
L’ancien vestibule sur la façade ouest a été transformé en chapelle Don Bosco lors des transformations des années 1950 (3,65 × 2,65 × 4,76 m de haut). Une table toute simple sert d’autel, et une statue de Don Bosco accompagné d’enfants orne la paroi ouest.
À l’ouest du chœur des frères figure une tribune dont le garde-corps en fer forgé réutilise l’ancienne barrière entourant précédemment le «caveau Bassenheim», dans le chœur des moines.

## Aménagement du chœur de moines

### Stalles
Les stalles de l’ancienne chartreuse de Buxheim ont été sculptées par Ignaz Waibl entre 1687 et 1691. Le comte Hugo Waldbott von Bassenheim les a fait vendre aux enchères en 1883. On ignore qui les acheta à l’époque. Le directeur de la Banque d’Angleterre les acquit en 1886 lors d’une seconde vente aux enchères et les donna aux sœurs de l’hôpital St Saviour’s à Londres. Celles-ci les firent recouvrir entièrement de laque noire. Ces religieuses déplacèrent leur institution en 1963 à Hythe (Kent) dans le Kent et s’y construisirent une chapelle délibérément édifiée aux dimensions du chœur de Buxheim. Lorsque cette communauté a abandonné Hythe, le district de Souabe a pu acquérir les stalles pour le prix de 450 000 livres sterling, ce qui équivaut à un peu plus d’un million d’euros. De 1980 à 1994, les stalles ont été soumises à une restauration très complète. La laque noire a été supprimée, les pièces perdues ont été en partie reconstituées.

### Siège du célébrant

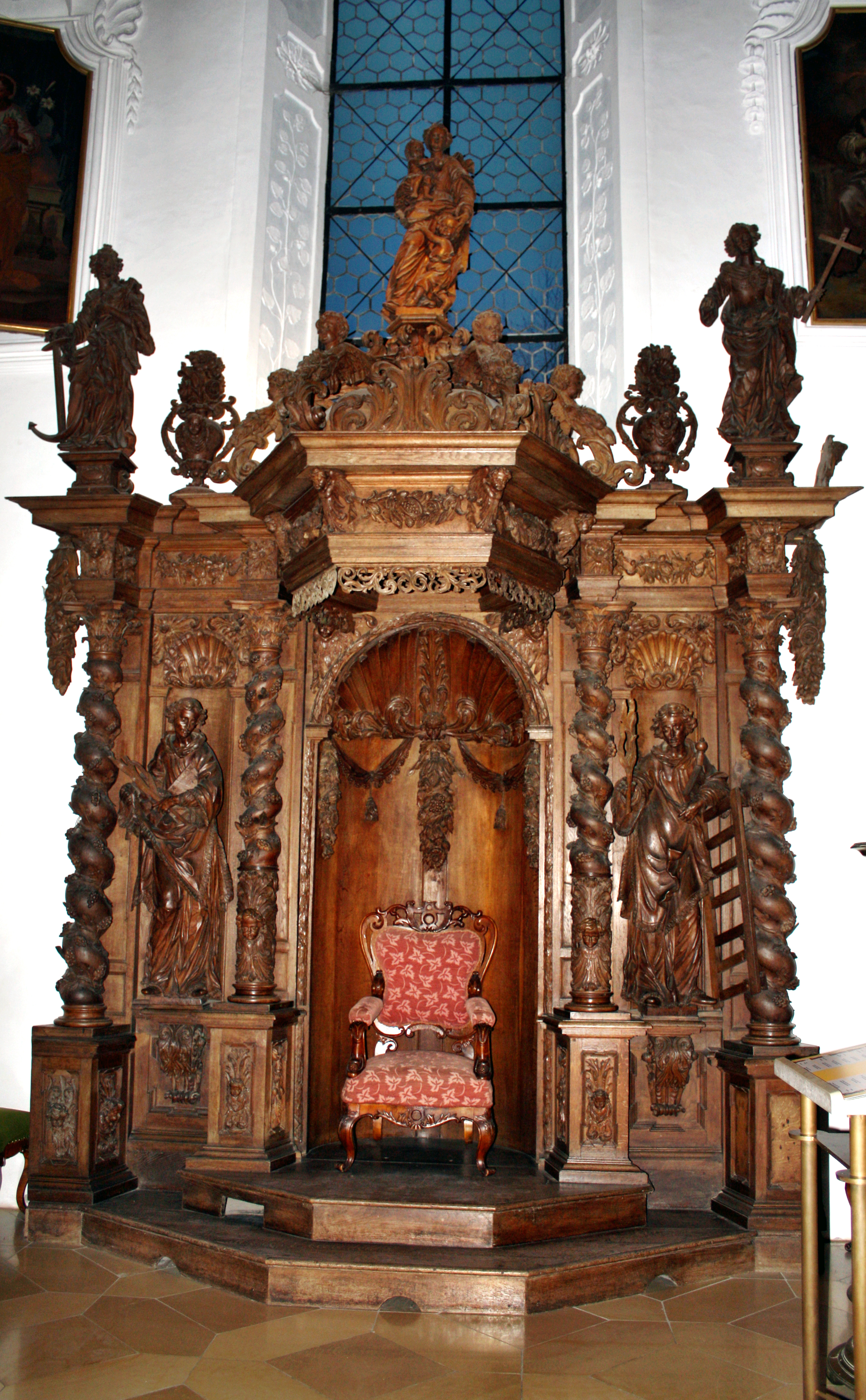
Le siège du célébrant

Le siège du célébrant était protégé par une structure élaborée et très représentative, sculptée par Ignaz Waibl en bois de chêne, tout comme les stalles.
Le siège proprement dit a été vendu aux enchères et a depuis lors disparu. Il a été remplacé par un siège disparate.
Son abri monumental, auquel on accédait par deux marches, est conservé. Il est dominé par les allégories des trois principales vertus théologiques, la Foi, l’Espérance et l’Amour, et flanqué, de part et d’autre, par une paire de colonnes agrémentées de pampres. Les colonnes intérieures portent des têtes d’angelots. Les figures sculptées sur les colonnes extérieures illustrent Spes (l’Espérance, avec une ancre), Fides (la Foi, avec une croix). Entre ces paires de colonnes, des niches sont garnies des statues de deux diacres ; à droite, saint Étienne, à gauche, saint Laurent de Rome. Les figures élégantes sont légèrement déhanchées. La niche du siège de célébrant comporte une paroi arrondie en forme d’absidiole, ornée de coquillages et de fleurs. Elle est coiffée d’un baldaquin hexagonal et couronnée de feuillages en volutes avec les têtes d’angelots et une statue de Caritas (la Charité). Celle-ci porte un ample vêtement et tient sur son bras droit un enfant. Sa main caresse la tête d’un second enfant, qui se serre contre elle. Une photo, prise après les travaux des années 1950-1980, atteste que lors de la dernière restauration, les statues de Fides et de Caritas ont été interchangées. Anciennement, la Foi occupait le centre du couronnement.

### Crédence

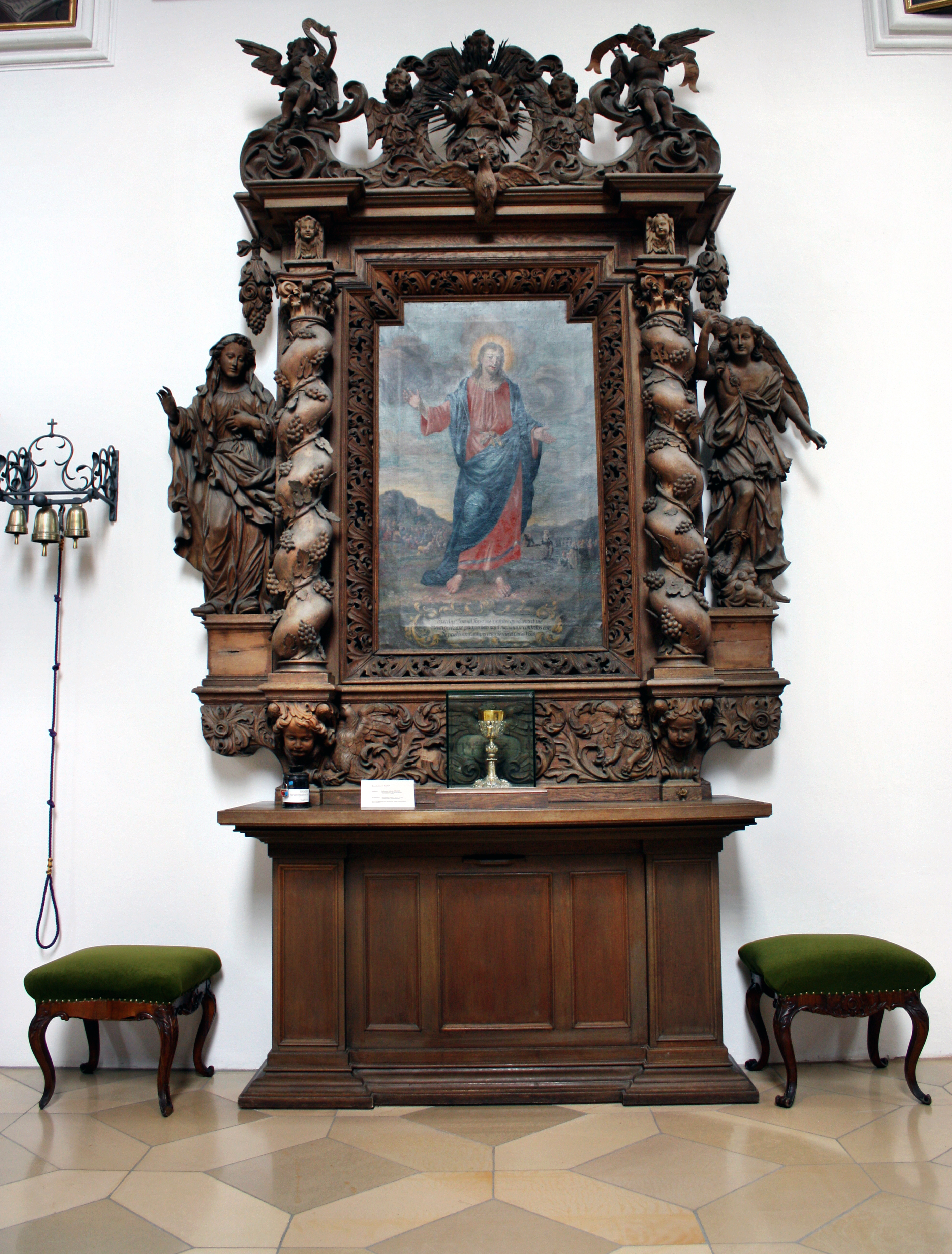
La crédence dans le chœur des moines

La crédence, construction en chêne pourvue d’un socle lambrissé, a été sculptée en 1695 par Ignaz Waibel. Le retable, peint par Johann Friedrich Sichelbein, illustre le Christ au centre d’un paysage. L’horizon étant placé très bas, Jésus se détache en grande partie devant le ciel et est ainsi mis en évidence. Le Sauveur, que signale une auréole, porte un vêtement rouge. Ses bras sont légèrement étendus latéralement, les mains ouvertes en un geste d’accueil. Derrière la figure monumentale du Christ, un paysage montagneux sert de cadre à deux scènes de Jésus enseignant, à savoir le Sermon sur la montagne, et Jésus prêchant au bord du lac (Luc 5 :1-4). Un écriteau, orné de rocailles, au pied du Christ, porte un texte latin (Luc 4 :18). En raison d’importants surpeints, le tableau n’est plus dans son état original.
Sous le retable se trouvent les symboles sculptés des quatre évangélistes. Sur la table d’autel un calice en or est exposé sous une protection en verre. Les consoles latérales présentent des colonnes garnies de pampres, ainsi que des figures sculptées appartenant à la thématique de l’Annonciation faite à Marie. La statue de gauche représente Marie vêtue d’une ample robe, richement plissée. Sa main gauche est humblement placée devant sa poitrine, la droite élevée en guise de salutation. Sa tête penche légèrement vers le bas. L’archange Gabriel, à droite, porte lui aussi un vêtement richement plissé. Sa poitrine est dégagée et ses ailes repliées. En salutation, il lève la main droite.
Le couronnement de la crédence, richement sculpté lui aussi, montre Dieu le Père sur une nuée, flanqué de deux putti. Sur des volutes d’acanthe latérales, des putti portent des phylactères avec les premiers mots de la prière Ave Maria qui se réfèrent au thème de l’Annonciation, thème auquel appartiennent également Dieu le Père et la colombe sur la corniche. Une partie des phylactères, perdus lors des rénovations de 1956, ont été reconstitués dans les années 1990 lors de la restauration des stalles.

### Maître-autel

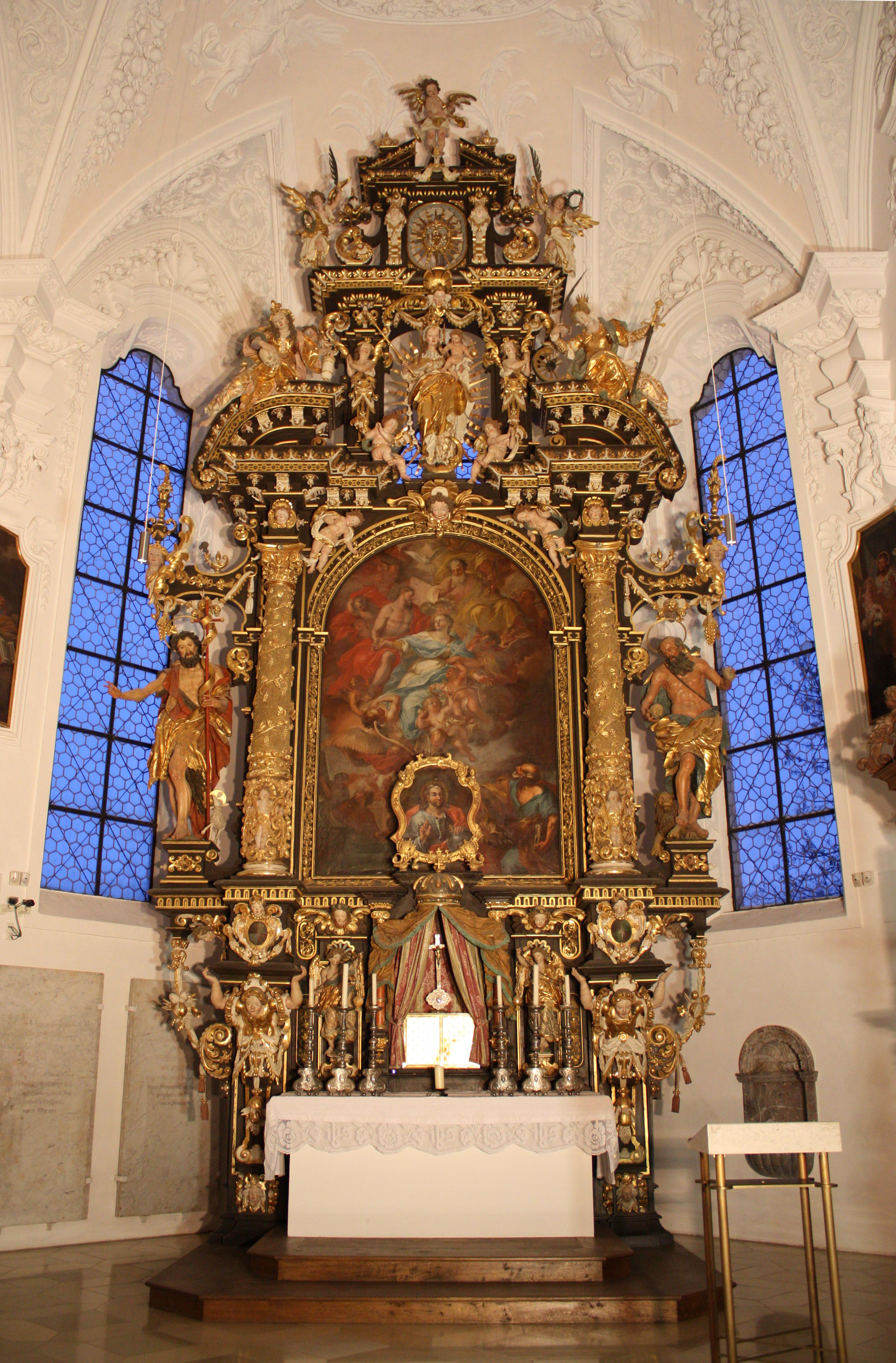
Le maître-autel dans le chœur des moines

Le maître-autel se trouve sur le côté oriental du chœur des moines. On pensait initialement, sur la foi d’une inscription dorsale aujourd’hui disparue, qu’il avait été réalisé en 1631 par un sculpteur de Memmingen, Sigmund Schalk. Un sculpteur Schalk n’apparaît toutefois jamais dans les documents d’archives. Les études les plus récentes admettent que cette inscription, supprimée ne 1955, avait été mal déchiffrée. Les créateurs du maître-autel pourraient appartenir à une famille d’artistes originaires de Memmingen, puis établis à Ulm, surtout Sigmund Heschler et David Heschler, qui ont également œuvré au château de Zeil, près de Leutkirch im Allgäu.
L’autel, en bois brun, comporte quatre niveaux à décor richement doré. Entre deux anges, le tabernacle se présente comme un édicule avec baldaquin et couronne dorée. Par-dessus, un grand retable illustre l’Assomption de Marie, avec son accueil aux cieux et son couronnement par la sainte Trinité. Il est signé «J. G. Bergmiller Aug. Vind, 1718». Ce tableau est précédé, dans la partie inférieure, par un portrait du Christ en Salvator Mundi. De part et d’autre du grand retable, des atlantes portent des colonnes garnies de feuilles de lierre dorées.
Sur des consoles latérales, de grandes statues flanquent ces colonnes. Côté nord, saint Jean-Baptiste, caractérisé par de longs cheveux bruns et une barbe, porte une auréole. De la main gauche, il tient son bâton croisé, entouré d’un phylactère, Ecce Agnus Dei. Sous la baguette, un agneau est lui aussi pourvu d’une auréole. La main droite de saint Jean est étendue vers l’avant, index étendu, dans un geste de démonstration. Ses vêtements sont peints en rouge et or. Côté sud, la statue illustre le Père de l’Église saint Jérôme, lui aussi pourvu d’une auréole sur ses cheveux gris coupés court. Dans la main gauche, il tient une pierre, dans la droite, un crâne. Son vêtement, qui ne couvre que son dos et ses hanches, et d’or et bleu. À ses pieds repose un lion, animal qui constitue l’un des attributs de ce saint.
Au-dessus des colonnes, sur les parties arrondies d’un fronton brisé, sont assises les figures de sainte Marie-Madeleine et de sainte Catherine d’Alexandrie. Côté nord, Marie-Madeleine, vêtue d’une robe dorée, porte un voile d’or. Elle tient dans sa main droite un crâne, sans sa gauche un pot de myrrhe. Catherine d’Alexandrie est vêtue d’un habit d’or et de turquoise. Sa main gauche empoigne une épée. Derrière elle se trouve son second attribut, une roue brisée. Entre les deux, sur la console centrale, la Vierge Marie se détache sur une couronne de rayons. Elle est représentée comme une madone sur un croissant de lune et porte un manteau doré, une robe blanche et une couronne, sous laquelle jaillit sa chevelure brune. De la main gauche elle tient l’Enfant Jésus nu, de la droite, un sceptre d’or. L’Enfant Jésus porte dans sa main gauche l’orbe et la croix. L’ensemble est entouré d’anges et de putti.
Un édicule couronne l’autel, il abrite le trigramme du Christ et est entouré de trois anges.

### Fresques
Johann Baptist Zimmermann a peint en 1711-1713 les illustrations du chœur des moines.

#### Glorification du cœur de Jésus

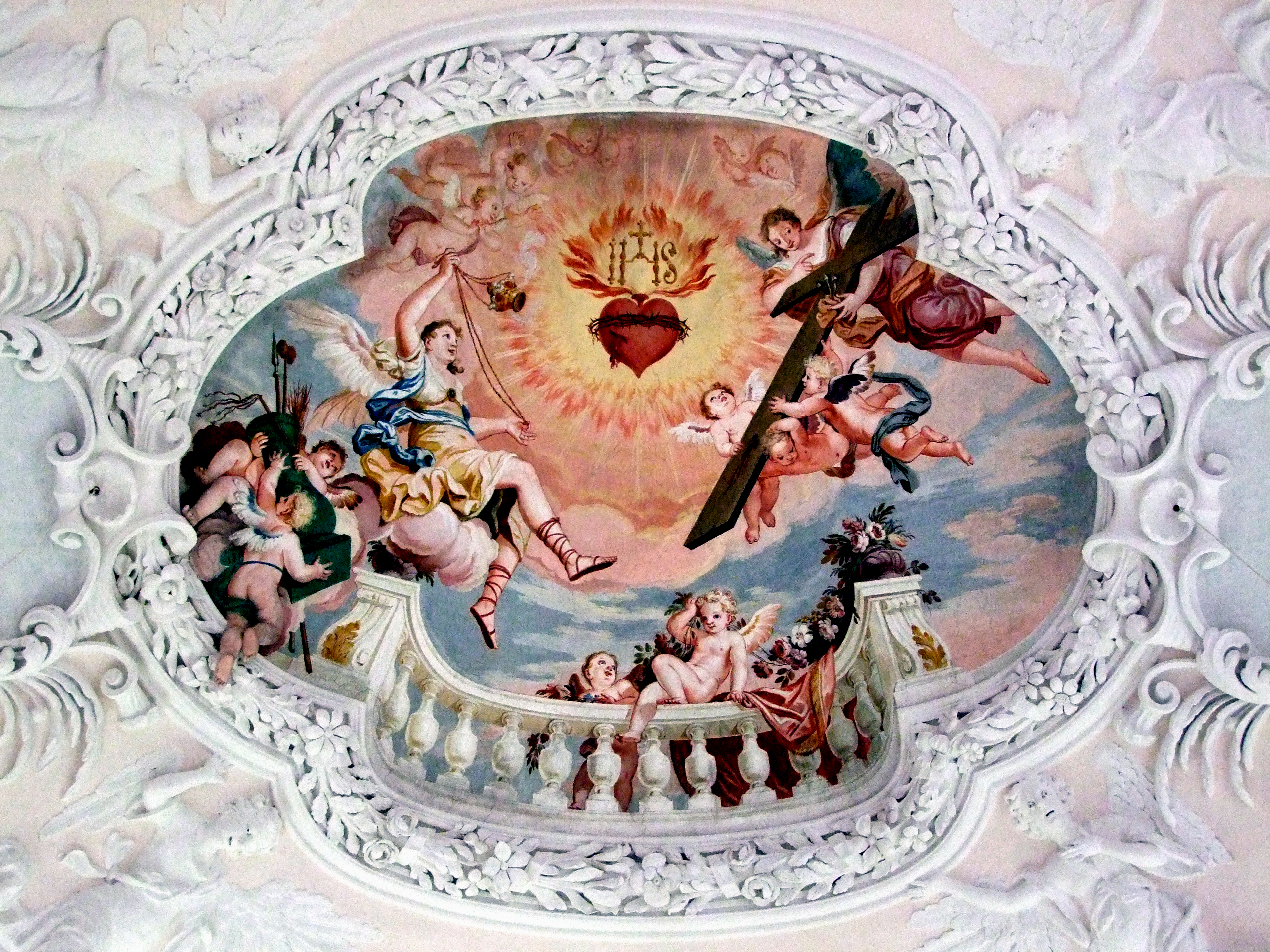
La glorification du cœur de Jésus au-dessus du maître-autel

La première fresque en quadrilobe, à l’est du chœur, montre la glorification du cœur de Jésus. Le centre du tableau est occupé par un cœur entouré de flammes. Une couronne d’épines entoure le cœur en souvenir de la Passion du Christ, sur le flanc gauche, on observe la plaie béante. D’une ouverture en forme d’entonnoir jaillit une grande flamme qui éclaire le trigramme du Christ IHS muni d’une croix. Sous le cœur est assis, sur un nuage, un ange en sandales, vêtu de jaune avec une écharpe bleue. Il balance un encensoir en direction du cœur, signe de respect et de prière. De part et d’autre voltigent des groupes de putti portant les instruments de la Passion. À droite un ange, aidé de putti, porte la croix et les clous. À gauche, plusieurs putti portent la colonne de la flagellation, les verges et les fouets, ainsi que l’éponge de vinaigre et la lance. Les putti au premier plan tournent le dos au spectateur. Leurs pieds, en stuc peint, font saillie sur le cadre. Sur le bord inférieur de la fresque, une balustrade blanche est animée de putti et de fleurs.

#### Pentecôte: la diffusion du Saint Esprit

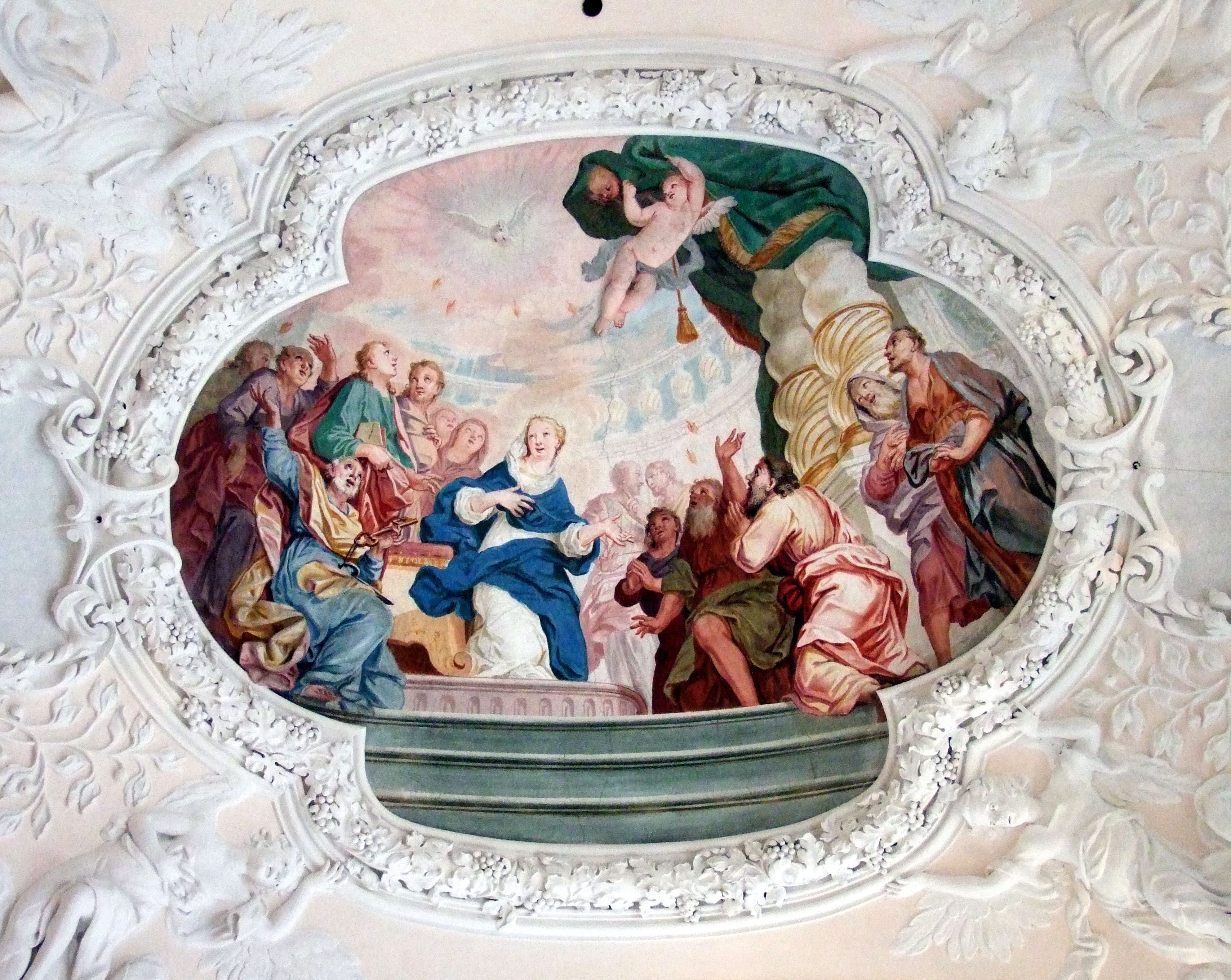
La diffusion du Saint-Esprit

Dans la partie supérieure du quadrilobe, on voit à gauche, dans des couleurs pastel, le Saint-Esprit sous forme d’une colombe entourée de rayons, d’où partent des flammèches en direction de Marie et des douze apôtres qui l’entourent. Un putto à droite, à côté de la colombe, soutient un rideau vert drapant deux colonnes torsadées blanches, et retenu par une corde dorée. Tout à droite se tiennent deux disciples, levant respectueusement les yeux vers le ciel ; à côté, trois autres prient agenouillés, également avec le visage levé. Trois marches d’escalier ferment la scène vers le bas. Sur la quatrième marche, Marie est assise en vêtement blanc et manteau bleu. À sa gauche se trouvent cinq apôtres. Tous regardent vers le haut, l’un d’entre eux, ébloui, lève la main pour se protéger les yeux. Tout devant est assis Simon-Pierre, derrière lui, l’apôtre Jean. Les trois disciples au premier plan portent des habits de couleurs plutôt vives, vert, rouge, jaune et bleu. Les personnages à l’arrière sont en couleurs pastel. Au centre, deux femmes se joignent au groupe. À droite de Marie se tiennent les deux derniers disciples, eux aussi en couleurs pâles, au-dessus desquels on observe une balustrade blanche.

#### Prédication de saint Jean-Baptiste

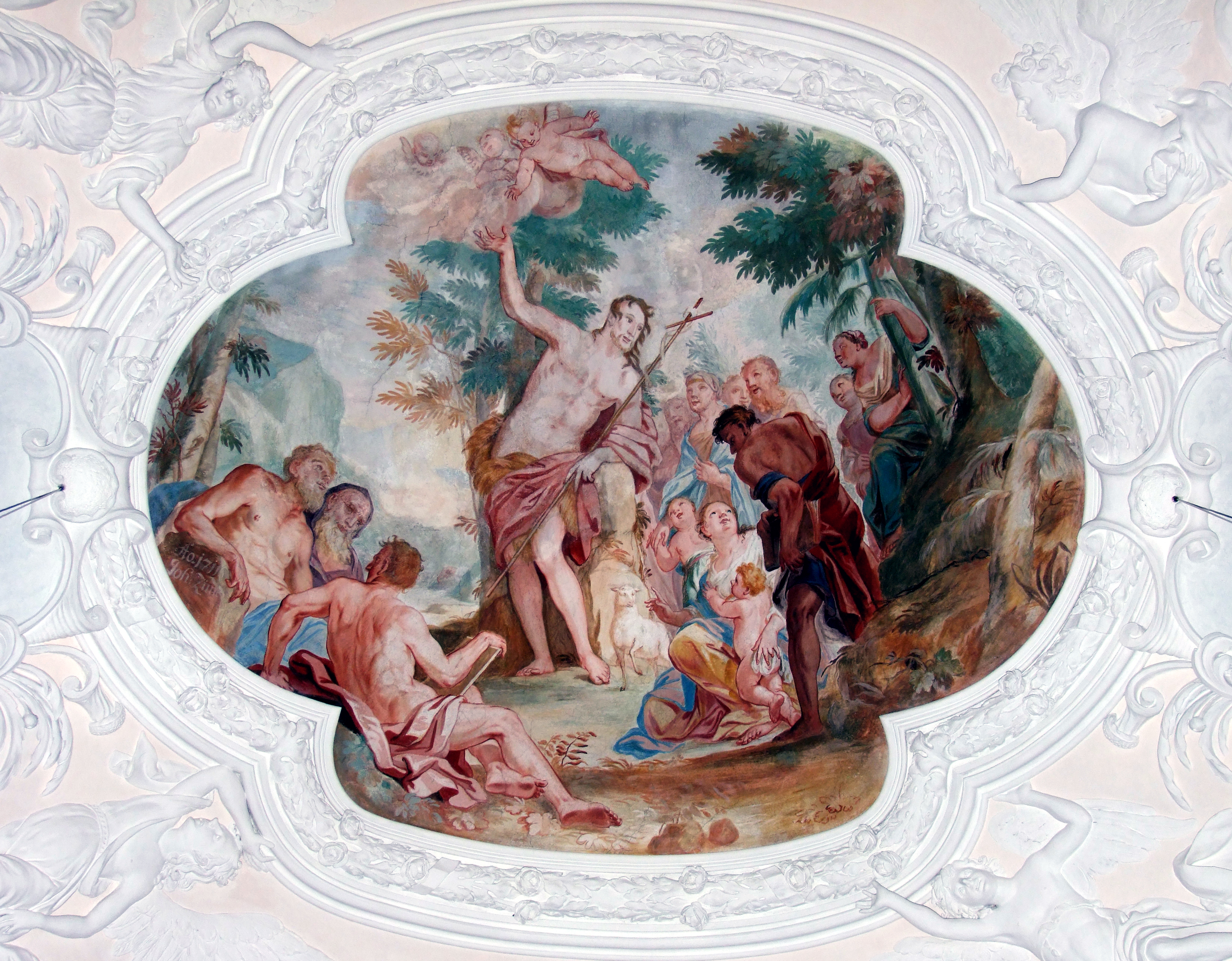
Prédication de saint Jean-Baptiste

La troisième fresque illustre la prédication de saint Jean-Baptiste. D’après la Bible, cet épisode a eu lieu dans le désert, mais est transposé ici dans une vallée verdoyante. Au centre, se tient saint Jean-Baptiste, devant un grand arbre. Presque nu, il n’est vêtu que d’une peau de bête qui lui recouvre les hanches et le bras gauche. La tête et le haut du corps sont penchés à droite, parallèlement au bâton croisé posé obliquement, qu’il tient de sa main droite. Un phylactère, fixé au bâton, fait allusion aux mots Ecce Agnus Dei («Voyez l’Agneau de Dieu») qui y sont habituellement inscrits. Son bras droit est élevé vers le ciel, où apparaissent, dans une nuée, un groupe de putti. Aux pieds de Saint-Jean, l’agneau constitue également l’un des attributs du saint, complétant le bâton croisé, le phylactère et la peau de bête. Cet agneau, très lumineux, se trouve devant le rocher sur lequel s’appuie le saint. Une troupe d’hommes, de femmes et d’enfants s’est assemblée à sa droite. Un personnage, au centre, tourne le dos au spectateur. Ses couleurs sombres contrastent fortement avec celles si claires de l’Agneau, qu’il contemple. À sa droite est représentée une forte pente, sur laquelle s’accrochent deux femmes. À gauche de Jean, un petit groupe de trois hommes âgés, assis au sol et sobrement vêtus, ne concentrent pas leur attention sur saint Jean, mais semblent engagés dans une conversation. Le plus à gauche d’entre eux s’appuie sur une pierre qui porte l’inscription «A'o. 1711 Joh: Zim», c’est-à-dire la signature du peintre Johann Baptist Zimmermann et le millésime de l’exécution, 1711.

#### Saint Bruno est appelé à Rome

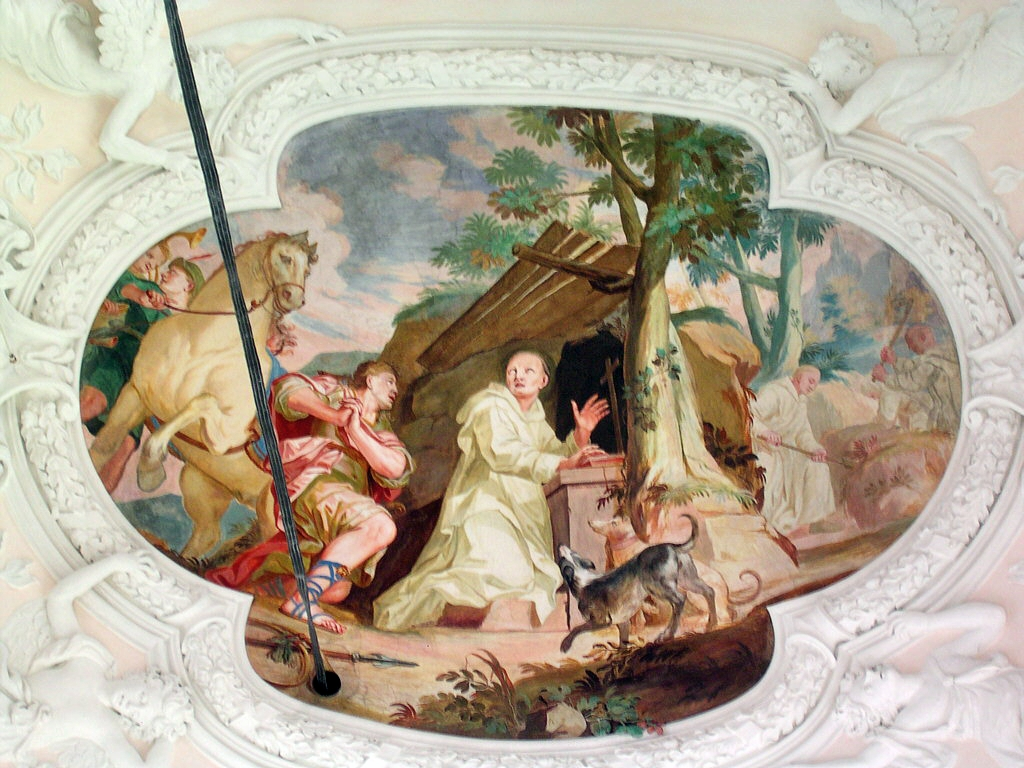
Saint Bruno est appelé à Rome

Le quatrième et dernier médaillon du chœur des moines, dans la travée occidentale, a pour thème l’invitation à Rome de saint Bruno. Il y est appelé comme conseiller de son ancien élève, le pape Urbain II. Au centre, Bruno de Cologne, vêtu de son vêtement monastique blanc, est agenouillé dans son oratoire doté d’un autel de pierre portant une petite croix. Son visage est tourné vers un messager agenouillé à gauche et dont les mains jointes expriment l’invitation à le suivre. Derrière le messager, un cheval blanc fougueux, qui veut déjà se mettre en mouvement, est retenu au moyen de rênes tenues par deux hommes. À premier plan, deux chiens regardent Bruno avec curiosité. L’oratoire du saint n’est protégé que par un modeste toit de planches, auquel s’ajoute la frondaison de l’arbre voisin. À côté de l’arbre, on voit un paysage, avec deux moines chartreux au travail de la terre. La partie supérieure du médaillon est occupée par le ciel.

## Jubé du cloître
Le jubé du cloître, haut de 4 m, est traversé longitudinalement par le promenoir, sépare le chœur des moines et celui des frères. Il s’ouvre sur le chœur des frères par trois travées, dont les deux extrêmes sont dotés d’un autel, tandis que celle du centre est percée d’une porte donnant sur le promenoir du cloître. Ce jubé est fermé côté chœur des moines. À l’étage, il comporte deux autels tournés vers le chœur des frères, ainsi que deux parties de l’orgue.

## Aménagement du chœur des frères

### Fresques
Les fresques du chœur des frères ont été peintes par Johann Baptist Zimmermann dans les années 1711-1713. Elles sont cernées de cadres chantournés en stuc et illustrent des moines chartreux.

#### Dom Jérôme Marchant en extase devant le retable de la Trinité

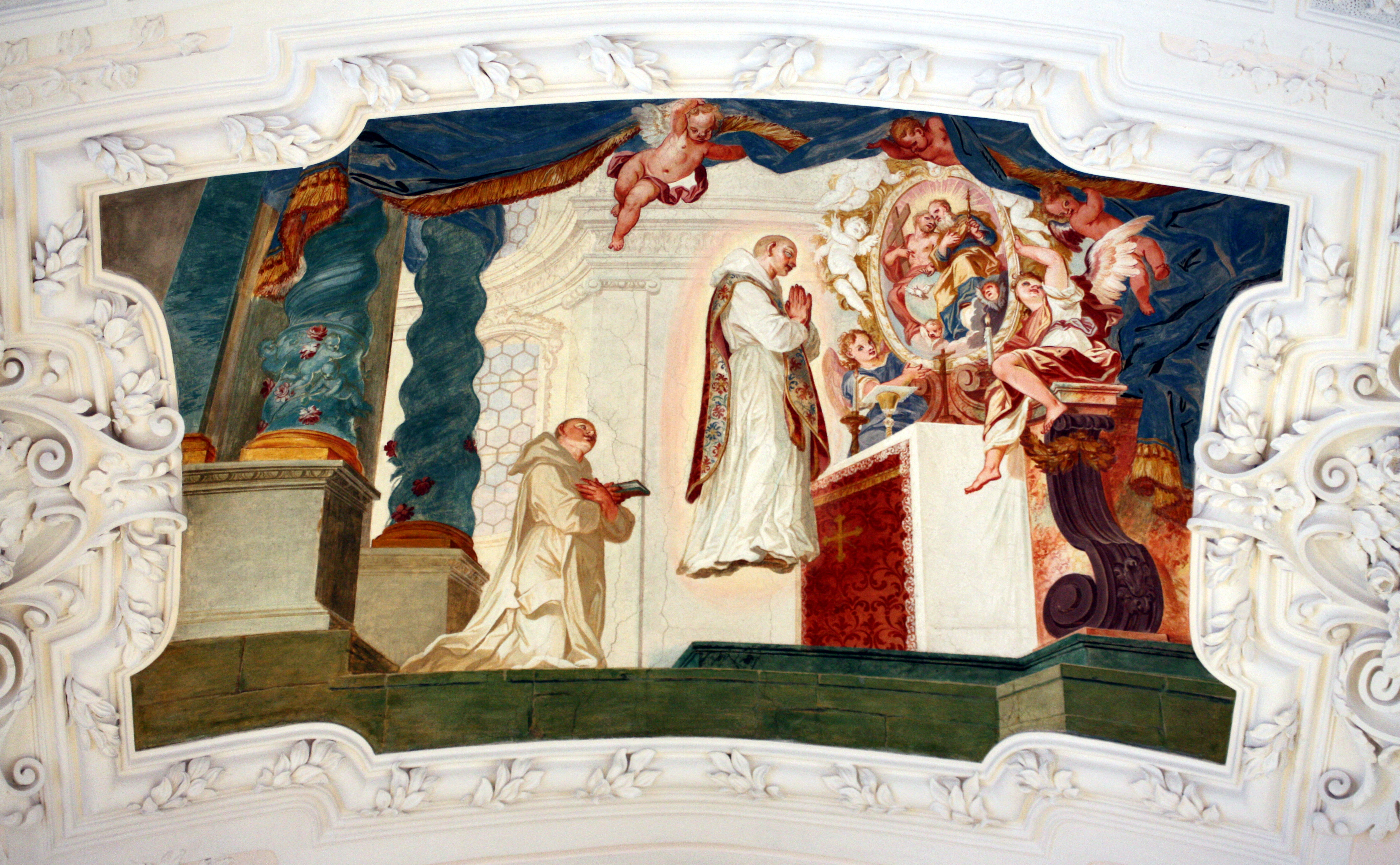
Dom Jérôme Marchant en extase devant le retable de la Trinité

La fresque orientale montre Dom Jérôme Marchant en extase devant le tableau de la Trinité. Sur la droite de l’image figure un autel entouré d’anges et de putti. Le retable illustre la sainte Trinité, avec Dieu le Père, Jésus-Christ et le Saint-Esprit sous forme d’une colombe. Jésus tient de la main droite un grand crucifix, Dieu le Père dans la main gauche, un sceptre. Le chartreux est en lévitation devant l’autel, portant, sur son habit monastique blanc, un vêtement sacerdotal brodé de fleurs. Ses mains sont jointes sur la poitrine en geste de prière. Sa tête rasée regarde en direction du tableau. À droite, et au-dessus, un lourd rideau, à franges dorées, est soutenu par des putti. Derrière le saint surélevé, on voit un autre chartreux vêtu de blanc. Ses mains sont croisées sur la poitrine, et sa main droite tient un livre. Sa tête est levée vers le saint. Le fond du tableau illustre une église baroque, avec deux colonnes bleues torsadées, garnies de fleurs.

#### L’Enfant Jésus apparaît à Dom Dominique de Trêves

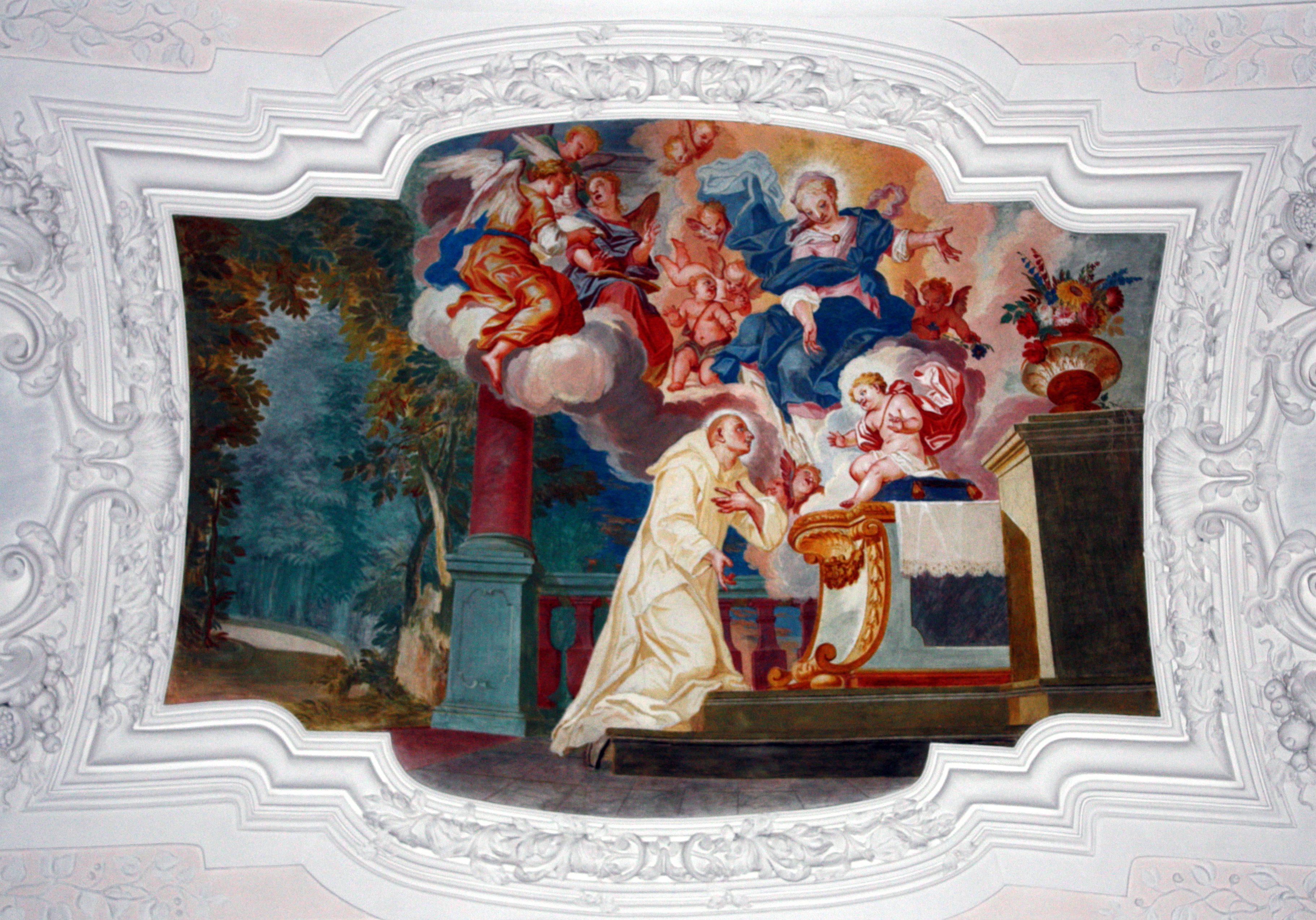
L’Enfant Jésus apparaît à Dom Dominique de Trêves

La deuxième fresque illustre L’Enfant Jésus apparaissant à Dom Dominique de Trèves.
Sur le côté droit, un dé de pierre portant un vase garni de fleurs précède un autel baroque orné d’or. Sur un coussin bleu, est assis l’Enfant Jésus. Celui-ci, presque nu, porte un manteau rouge jeté sur les épaules. Au-dessus de l’Enfant, sur un nuage, veille sa mère Marie, vêtue de rose et drapée dans un manteau bleu. Les mains sont étendues en un geste protecteur en direction de son fils. La Vierge, sur fond de ciel doré, est entourée de plusieurs putti et de trois anges. Au centre de la composition, un moine chartreux, en vêtement sacerdotal blanc, est agenouillé sur la première marche de l’autel. Sa main gauche désigne sa poitrine, sa main droite s’ouvre en direction de l’autel. La scène se passe dans un jardin, et la partie gauche de l’image montre une forêt.

#### Christ apparaît à saint Hugues de Grenoble

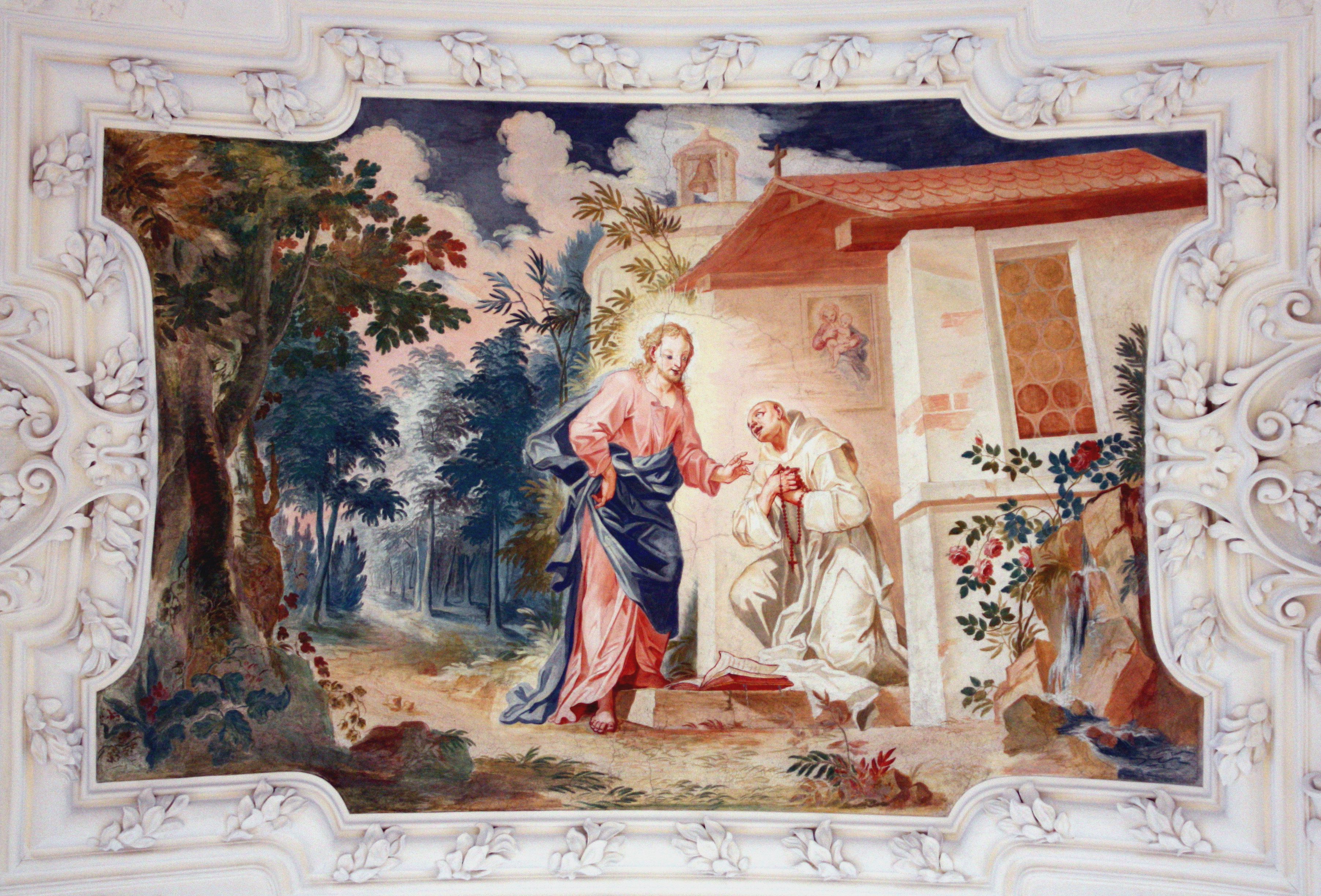
Le Christ apparaît à saint Hugues de Grenoble

La troisième fresque illustre Jésus apparaissant à saint Hugues de Grenoble. La scène se déroule à l’entrée d’une petite chapelle dans une forêt. Jésus occupe le centre de la composition. Représenté pied nus, avec des cheveux blonds bouclés, il porte un vêtement rose et un manteau bleu noué autour de la taille. Son bras droit est coudé, de manière que sa main s’approche de la hanche. La main gauche s’avance vers le moine chartreux sur le point de s’agenouiller, les mains croisées sur la poitrine et portant un chapelet. Devant lui, sur la marche d’accès à la chapelle, un livre ouvert, dont les pages commencent à être poussées par le vent. La partie droite de l’image décrit l’abord de la chapelle, dont l’entrée se présente à la manière d’un vestibule ouvert éclairé par une fenêtre. Au premier plan, à droite, figure un rocher garni de fleurs, sous lequel jaillit une source. Au-dessus du moine, le mur comporte un tableau de la Vierge à l’Enfant, en couleurs pastel. Cette partie du bâtiment est abritée par une simple toiture à deux pans, sommée d’une petite croix et couverte de tuiles. La chapelle proprement dite, cylindrique, est montrée à l’arrière-plan, avec, sur la coupole, un lanterneau garni d’une cloche. Toute la partie gauche du tableau est occupée par la forêt, dans laquelle s’insinue un chemin.

#### Martyre des trois chartreux à Londres en 1535

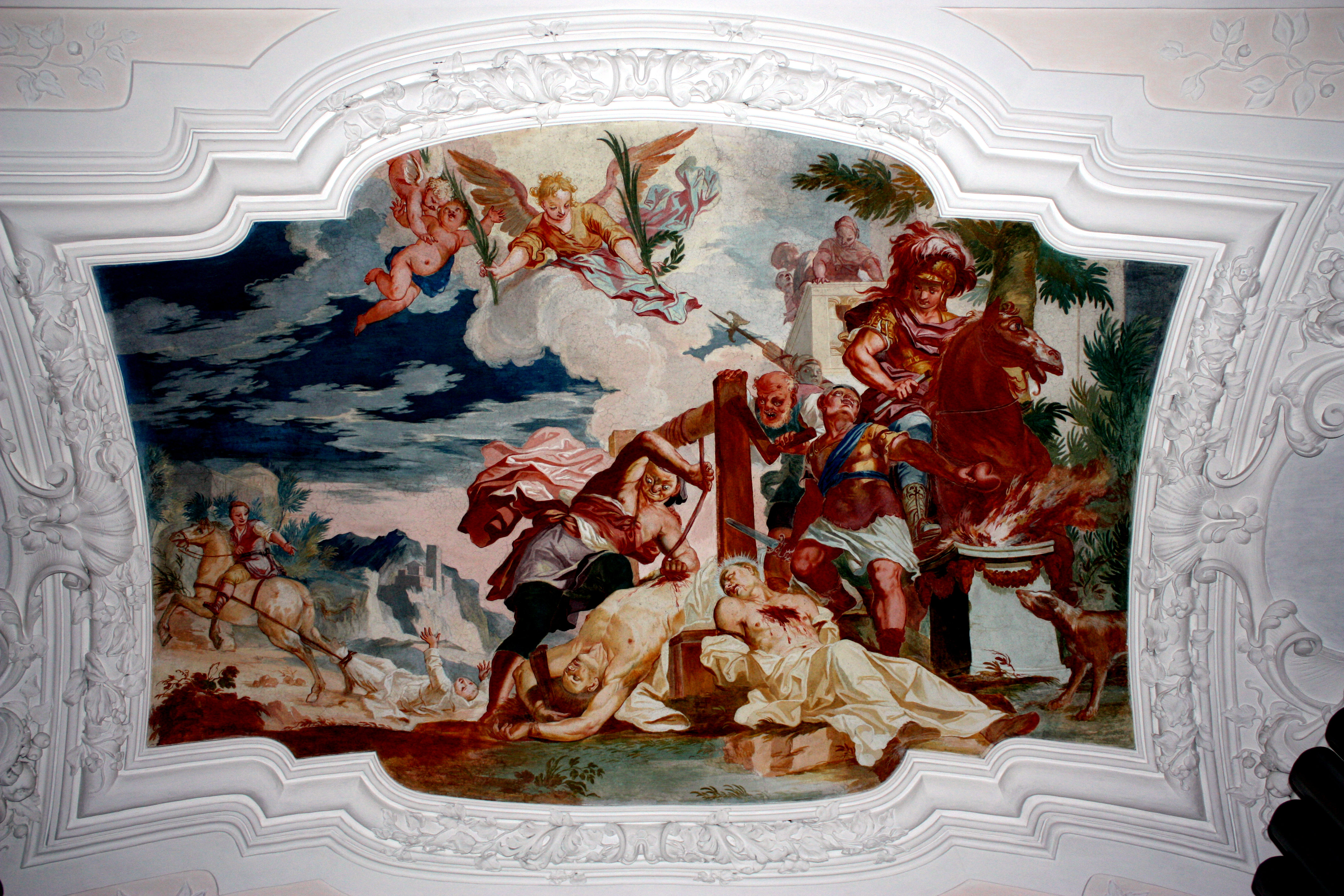
Martyre des trois chartreux à Londres en 1535

La quatrième et dernière fresque du plafond, dans la travée occidentale, illustre les souffrances de trois chartreux exécutés à Londres en 1535. La partie droite du tableau montre un autel païen garni de guirlandes. Un chien brun assiste à la scène. Un officier à cheval, revêtu d’une cuirasse dorée, regarde un soldat devant lui qui s’apprête à jeter un cœur ensanglanté dans le feu allumé sur l’autel. Au sol, le cadavre d’un chartreux dénudé jusqu’à la taille, qui porte une plaie béante au milieu de la poitrine. Sa tête est légèrement entourée d’une auréole. À gauche de ce corps, un autre chartreux nu est placé sous un treuil, dans le genre de celui équipant un puits, d’où une corde garnie d’un crochet est introduite par un autre mercenaire dans le ventre du supplicié, qui gît les bras allongés au-dessus de la tête. Un homme à barbe blanche actionne la manivelle, un autre soldat porte un faisceau de licteur. La moitié gauche du tableau est occupée par un paysage, dans lequel un cavalier tire et traine au sol un chartreux attaché par les mains. Une falaise, un paysage montagneux et une ville fortifiée illustrent le fond, tandis qu’à droite, sur une tribune au-dessus des tortionnaires, quelques personnes observent la scène. Sortant d’un nuage, un ange, accompagné de putti, prépare déjà les palmes et couronnes du martyre.

### Galerie
Les deux anciens autels de la galerie occidentale se trouvent aujourd’hui dans la chapelle Saint-Benoît de l’abbaye d’Ottobeuren.

#### Voûte de la galerie
Les trois travées sous la galerie sont ornées chacune d’une fresque. Ces scènes mariales sont du même genre que celles qui ornent les voûtes du jubé. La peinture du centre est accompagnée de quatre emblèmes mariaux également peints à la fresque.

##### Présentation de Marie au temple

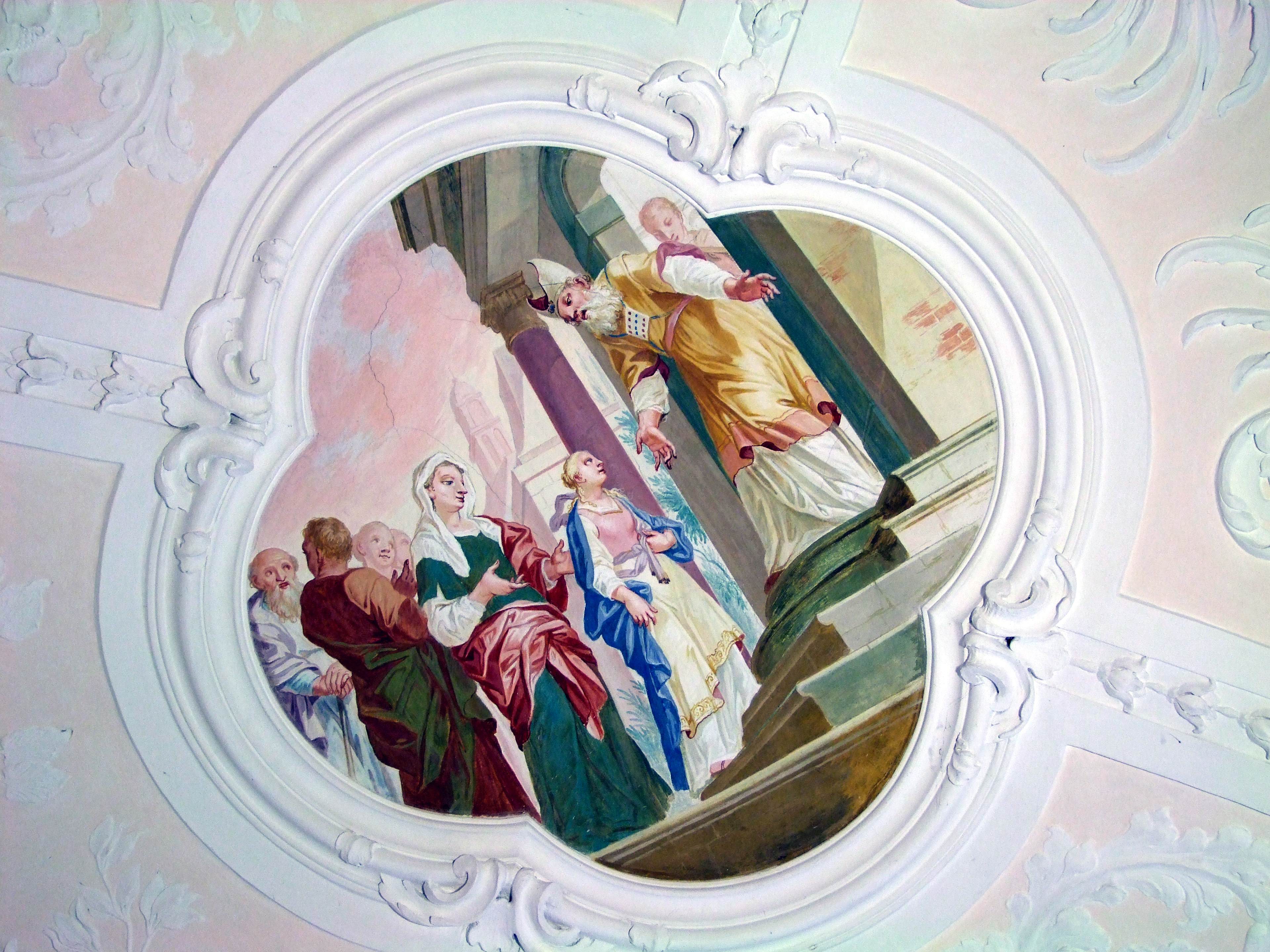
Présentation de Marie au Temple

La fresque méridionale illustre la Présentation de Marie au Temple. Au centre de l’image, Marie jeune fille, ascendant les marches du temple. Son manteau bleu, rejeté sur les épaules, laisse voir sa robe blanche à galon doré avec bustier rose et tablier écru. Ses cheveux blonds sont noués en chignon, elle lève humblement son visage vers le grand prêtre coiffé d’une mitre qui se tient au haut de l’escalier, à l’entrée de ce qui paraît être un édifice monumental à colonnes. Derrière la Vierge se tiennent sa mère Anne, à fichu blanc, ainsi que divers autres personnages.
Les écoinçons, aux retombées des voûtes, sont ornés de motifs allégoriques. Celui affichant la légende UNI SPONSO (mariée à l’Unique), qui symbolise l’union entre Dieu et Marie. Ce motif, tout comme les trois autres, est réalisé en camaïeu vert.

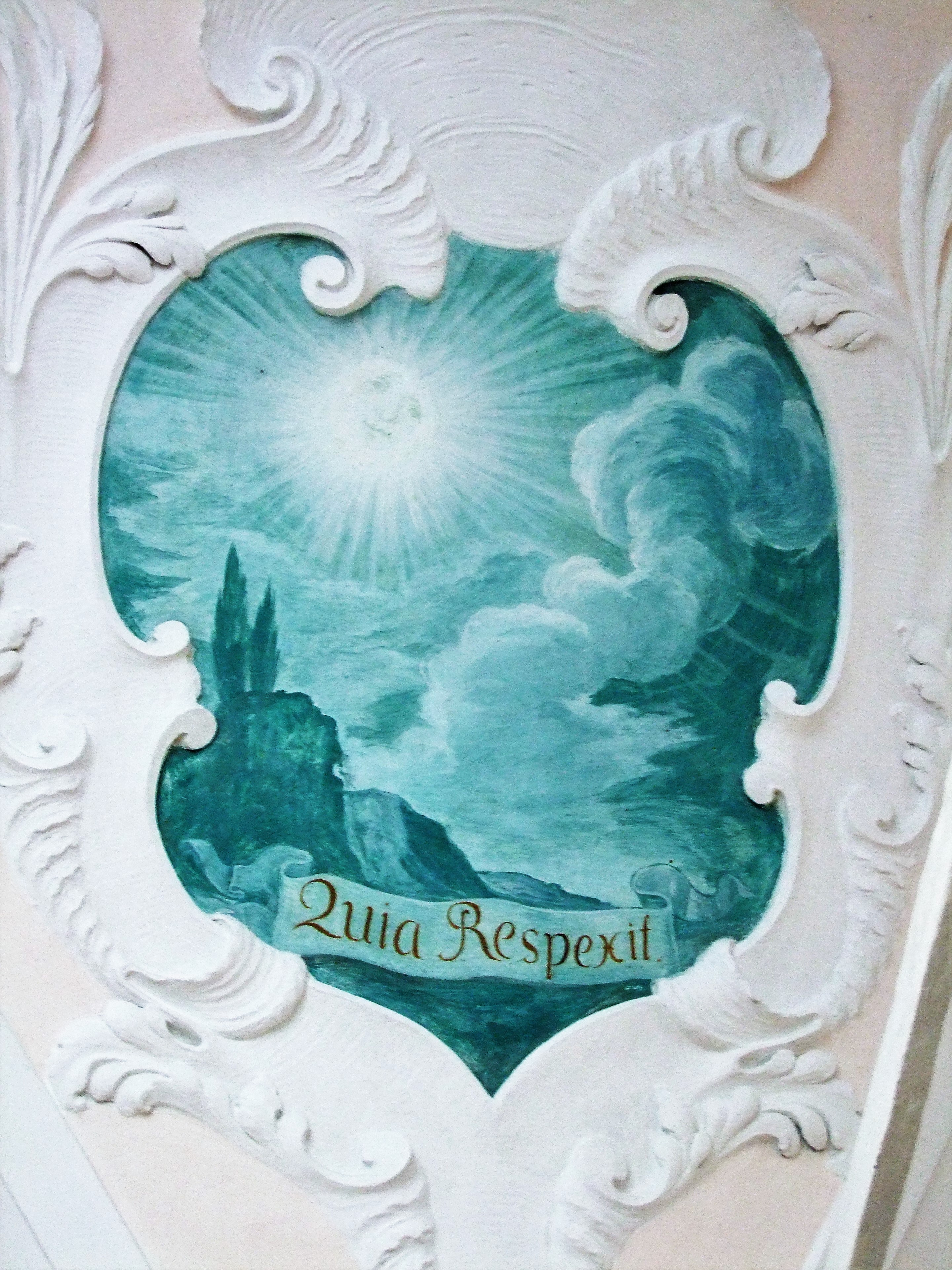
QUIA RESPEXIT
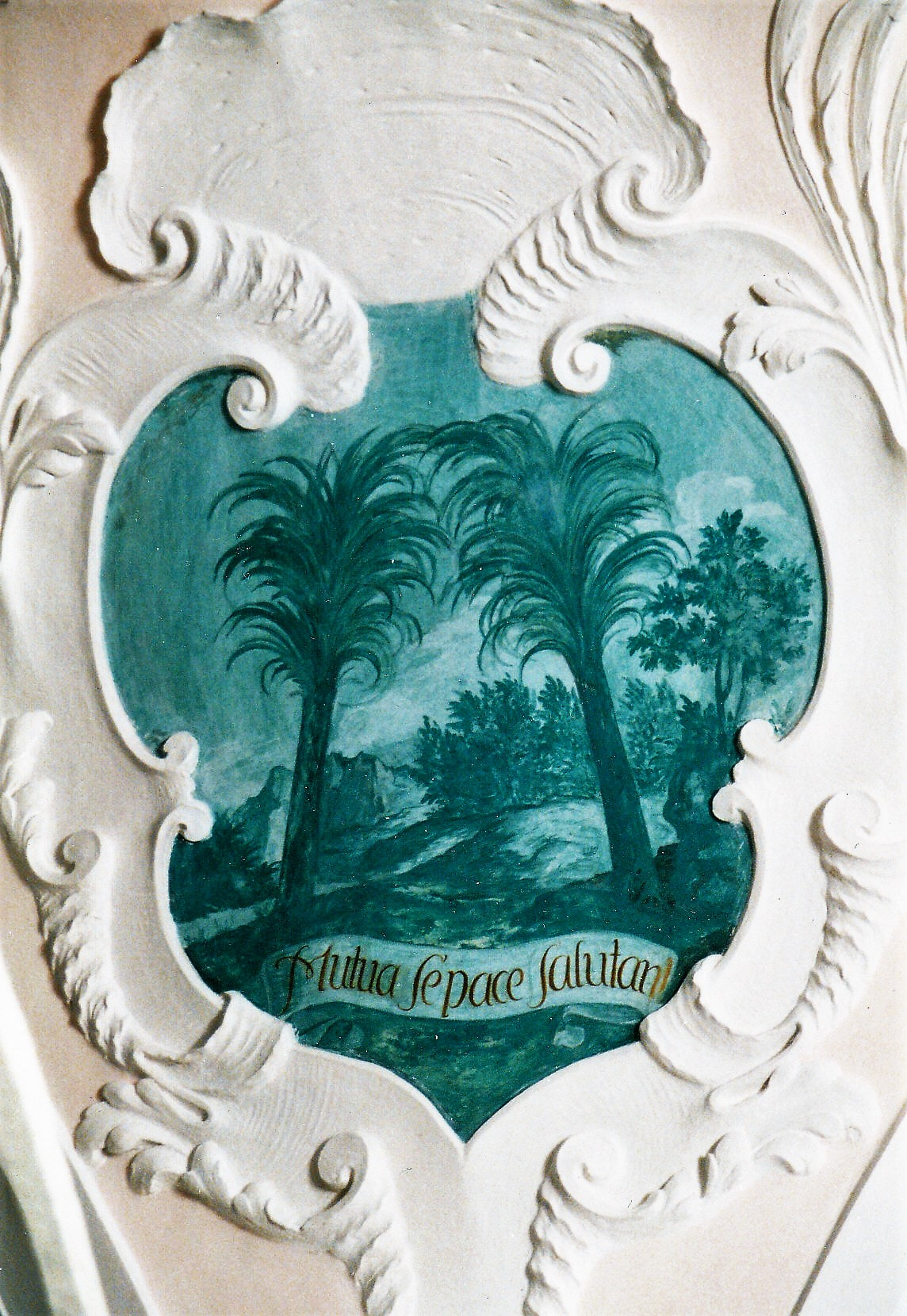
MUTUA SE PACE SALUTANT
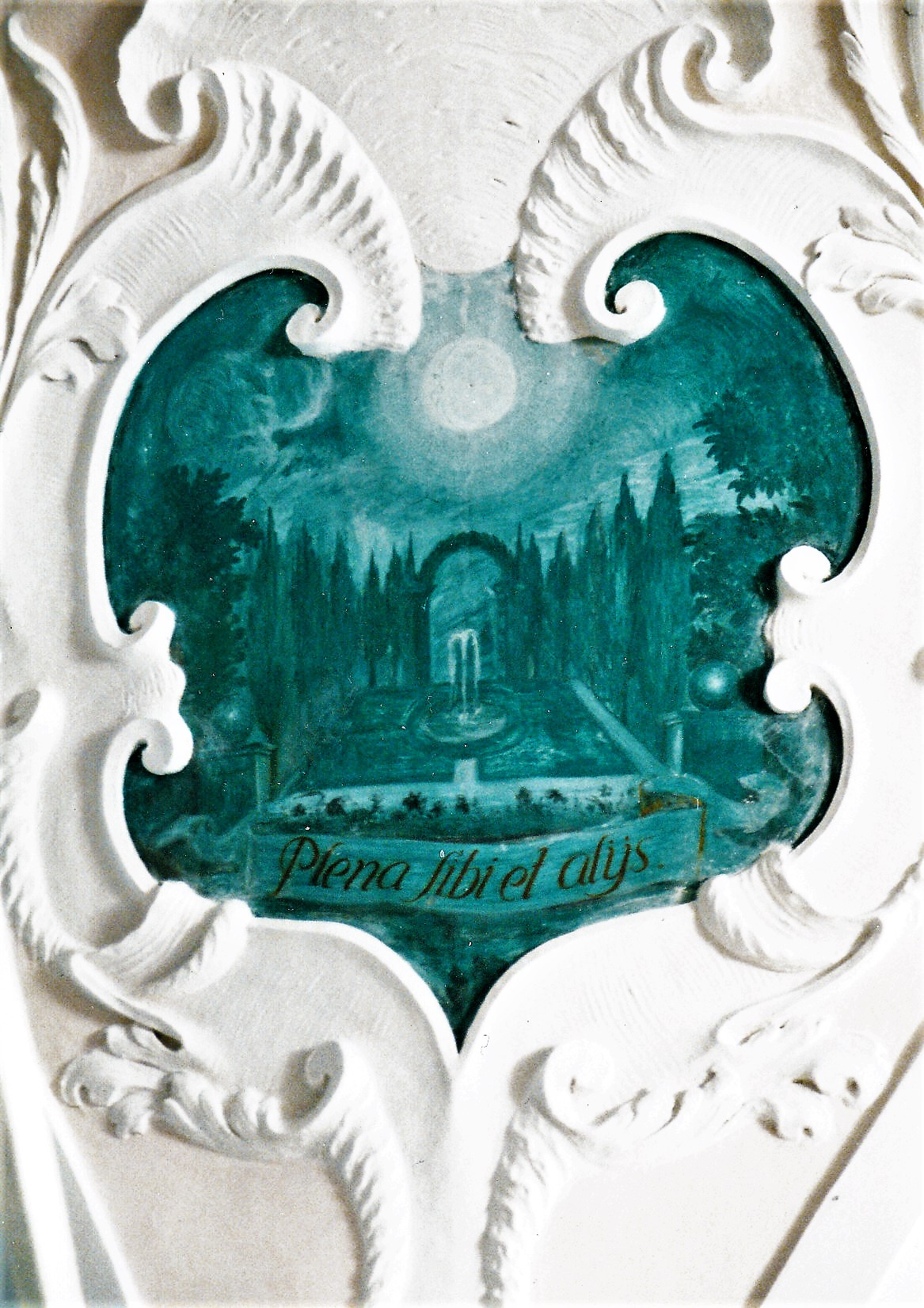
PLENA SIBI ET ALIIS
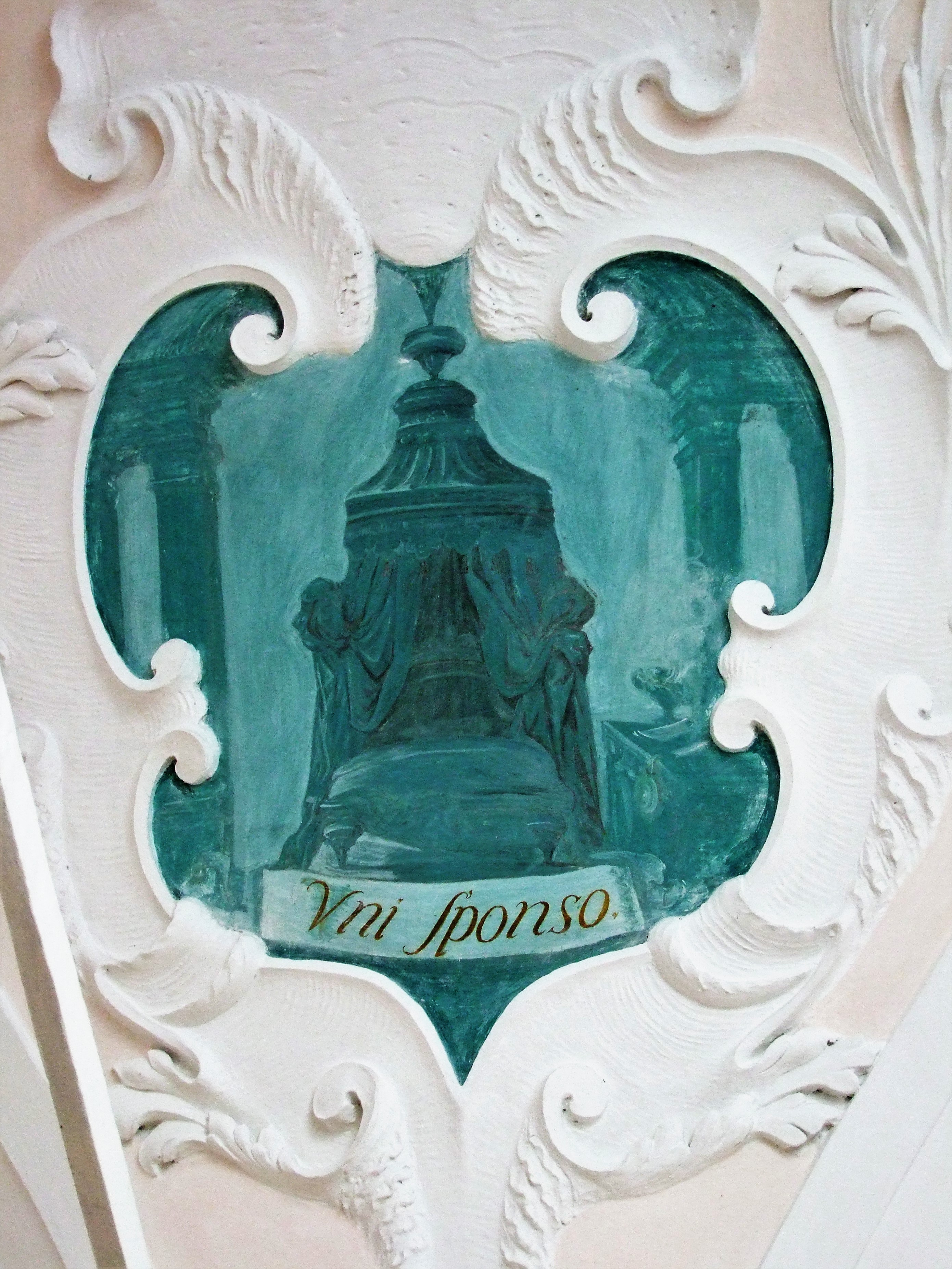
UNI SPONSO

##### L’Annonciation faite à Marie

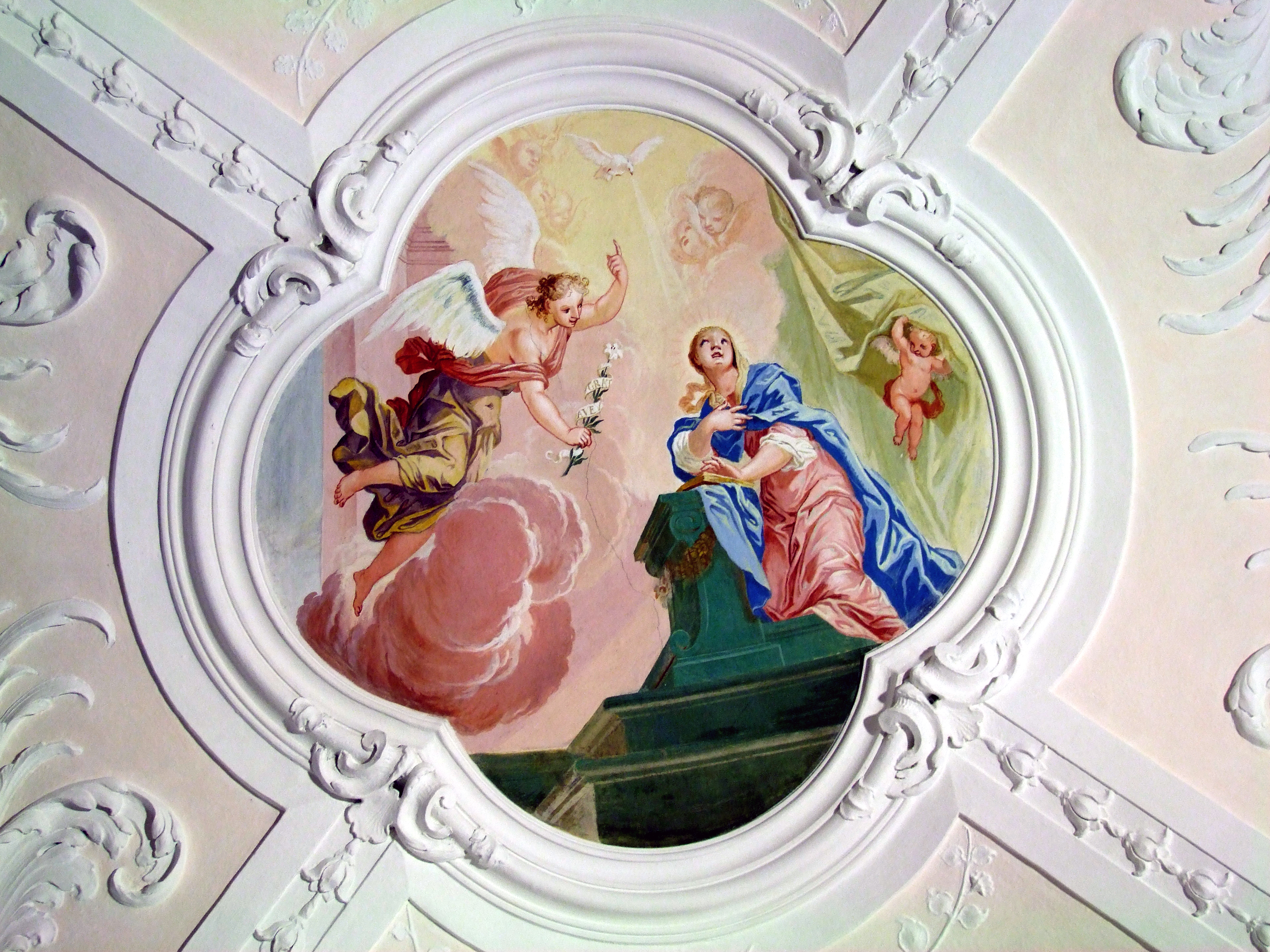
L’Annonciation faite à Marie

La fresque du centre montre l’Annonciation. Le côté gauche affiche l’archange Gabriel vêtu d’ocre jaune sur un fond de nuage rose. Ses ailes blanches sont déployées sa main droite présente un lys, tandis que de la gauche, il désigne la colombe du Saint-Esprit. Marie, agenouillée, occupe la moitié gauche. Vêtue de rose avec un manteau bleu, elle s’appuie de la main gauche sur le banc ; de la droite, elle retient son manteau sur sa poitrine. Sa tête est coiffée d’un fichu de couleur bronze, ses yeux s’élèvent vers la colombe qui lui envoie un rayon de lumière.

##### La Visitation

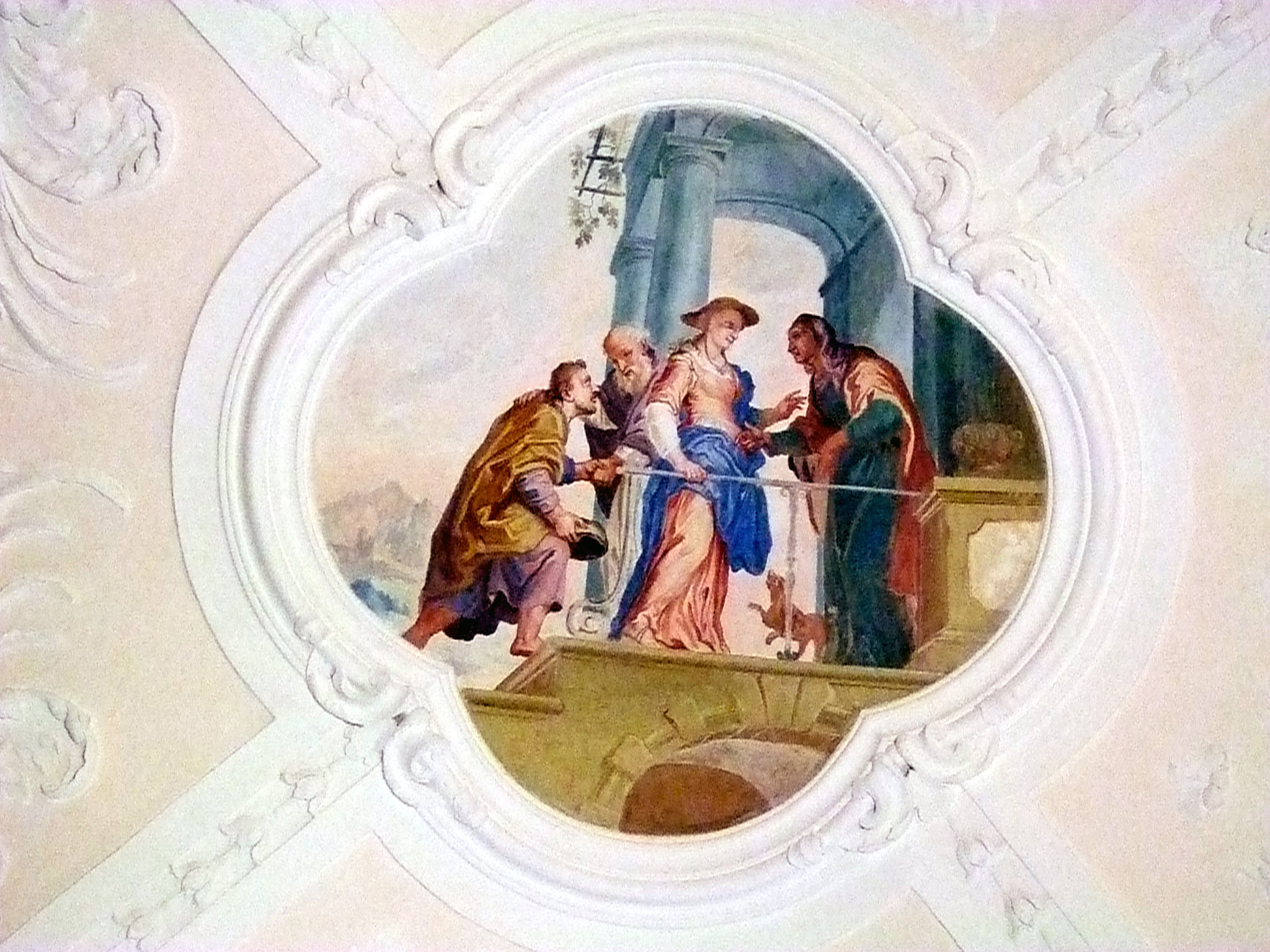
La Visitation

La fresque nord illustre la Visitation de la Vierge Marie. Marie, coiffée d’un chapeau, figure au centre. Elle est représentée en position surélevée, à l’entrée d’un bâtiment à colonnes, vêtue d’une robe rose et d’un manteau bleu. Sa main droite se tient à la barrière, tandis que la gauche s’étend en direction de l’épaule d’Elisabeth. Cette dernière femme âgée à longs cheveux gris, porte un habit vert et manteau rose. Son bras droit s’étend vers l’avant, et elle touche du doigt le ventre déjà arrondi de Marie. Entre les deux femmes, un petit chien jappe en direction de la Vierge. Derrière celle-ci se tient l’époux d’Elisabeth, Zacharie, vieil homme à barbe blanche, en conversation avec Joseph de Nazareth, l’époux de Marie. Le haut de l’image est occupé par une architecture baroque, avec colonnes et pampres de vignes.
L’emblème avec le motto «MUTUA SE PACE SALUTANT» (toutes deux se saluent en paix) va avec cette fresque. Deux palmes, qui se penchent l’une vers l’autre, symbolisent la rencontre entre les deux femmes.

#### Paroi de la galerie

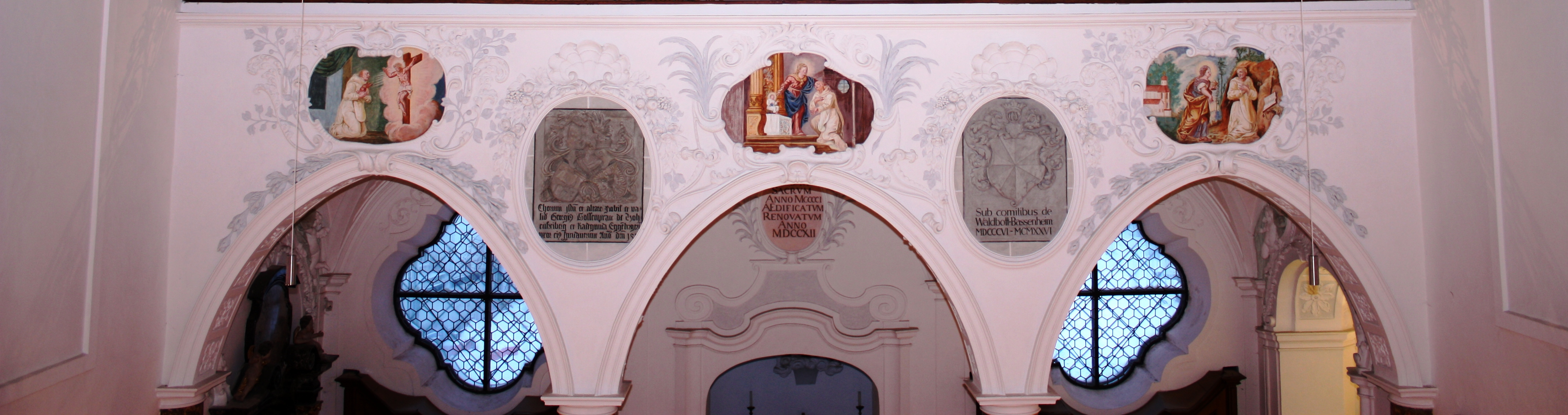
Fresques de la galerie

Sur la paroi occidentale de la galerie, trois fresques sont entourées d’un cadre ovale. Elles montrent des moines chartreux.

##### Le Crucifié apparaît à Guillaume de Fenoglio
La fresque méridionale illustre la vision du bienheureux frère convers Guillaume de Fenoglio. Le religieux, vêtu de son habit monastique blanc, est agenouillé devant un crucifix. Ses bras croisés sur la poitrine retiennent un cœur enflammé. Des flammèches pointent en direction du crucifix, qui apparaît dans un nuage rose. Le Crucifié porte de nombreuses blessures, dont coule du sang. Sa main droite fait un geste de bénédiction en direction du moine, et des rayons se dirigent vers l’orant.

##### Marie et l’Enfant Jésus apparaissent au bienheureux diacre Pierre Petroni
Le médaillon du centre illustre la vision du diacre Pierre Petroni. Au centre, figure la Vierge Marie, dont la tête est auréolée de rayons. Elle se tient devant un autel baroque, sa main désignant l’Enfant Jésus assis sur la table sainte. Sa main gauche se tient amicalement sur l’épaule de Pierre Petroni. Le petit Jésus, vêtu de blanc, porte une chaîne avec une croix en or, et tient dans sa main droite un orbe bleu. La partie gauche du tableau est occupée par un autel baroque à deux colonnes, tandis que la partie droite est dominée par Pierre Petroni dans son habit monastique blanc, agenouillé sur la première marche. Sa main gauche pointe en direction de l’Enfant Jésus, sa main droite se pose sur sa poitrine. Derrière le moine, on distingue un intérieur d’église, avec une fenêtre quadrilobée baroque.

##### Marie-Madeleine apparaît à un oblat
La fresque septentrionale montre Sainte Marie-Madeleine apparaissant à un oblat. Au centre de l’image, figure la sainte vêtue d’une robe lilas et d’un manteau d’or. Sa chevelure est en partie cachée sous un fichu vieux rose. De sa main gauche, elle tient un calice d’or. Devant elle, à l’entrée d’une chapelle taillée dans le roc, se tient un chartreux, en révérence devant un autel primitif sur lequel se trouvent un crucifix et un livre ouvert. Le religieux tondu, les bras croisés sur la poitrine, regarde Marie-Madeleine. La partie gauche du médaillon est dominée par un paysage forestier devant lequel se trouve une église, symbolisant sans doute celle de la chartreuse.

## Chapelle de Marie
La chapelle de Marie a été ajoutée en 1709 contre le mur nord du chœur des frères. Cet espace presque carré (4,6 × 4,1 m) est couvert d’une voûte plate. Le décor baroque est dû aux frères Zimmermann, à leur beau-frère Dominikus Gebhard et à un certain Benedikt Zöpf.

## Sacristie

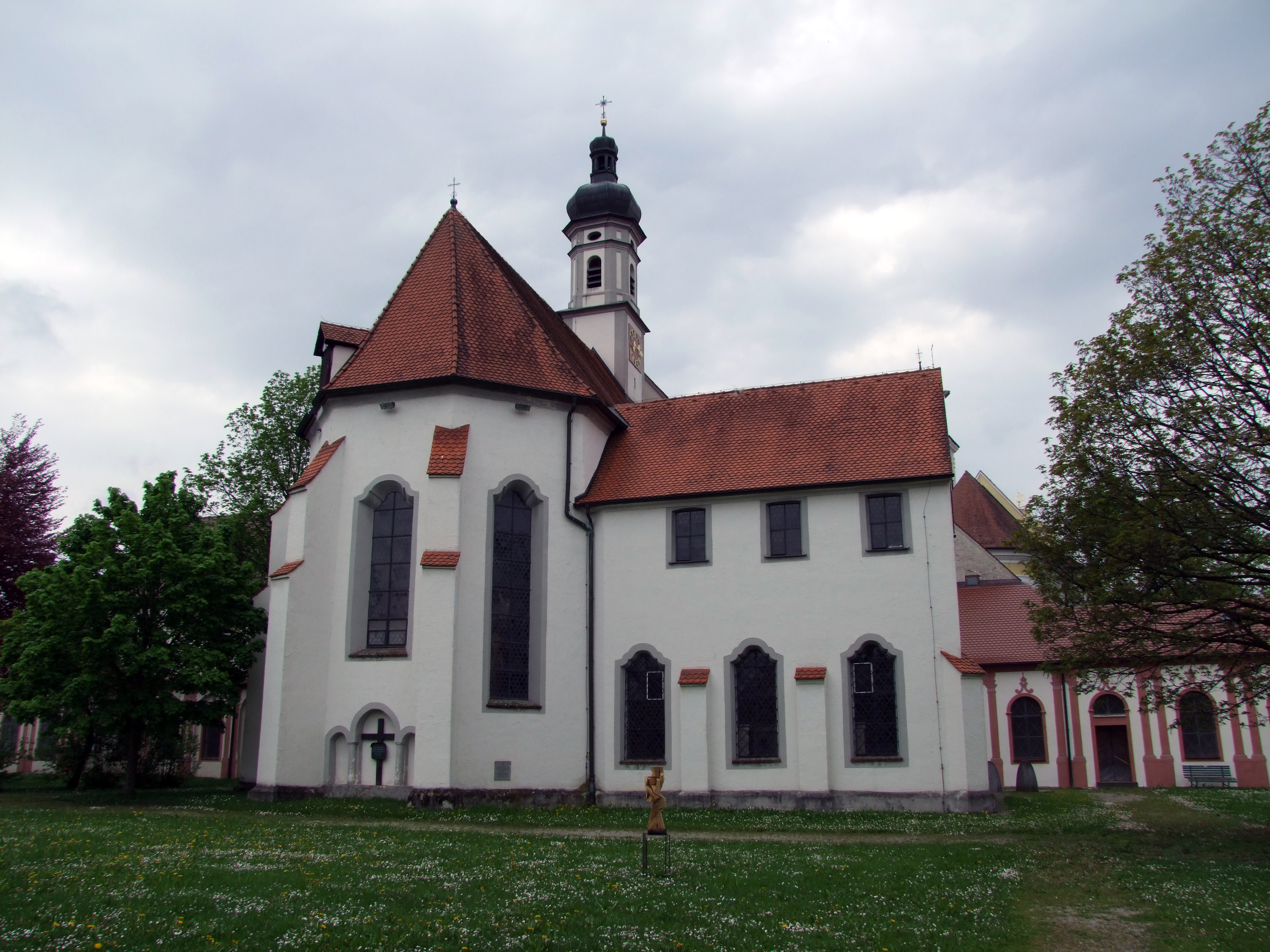
Le chœur, et, à droite, la sacristie

La sacristie, consacrée en 1516, est contiguë, au nord-est, au chœur des moines. Ce bâtiment de deux niveaux forme un parallélépipède de 9,6 × 6,1 m. Au rez-de-chaussée, la sacristie, haute de 5,36 m, était anciennement couverte d’une voûte à croisée d’ogives, transformée par la suite en voûte en plein cintre. Les murs nord et est sont ajourés chacun par une fenêtre en arc brisé, les autres sont arrondies.
Les anciennes archives conventuelles, à l’étage, ont été transformées au XVIe siècle en chapelle dont le couvrement est formé au nord d’une voûte d’arêtes, au sud d’une voûte en plein cintre. On y a installé les archives du Musée allemand des chartreuses.

## Stucs

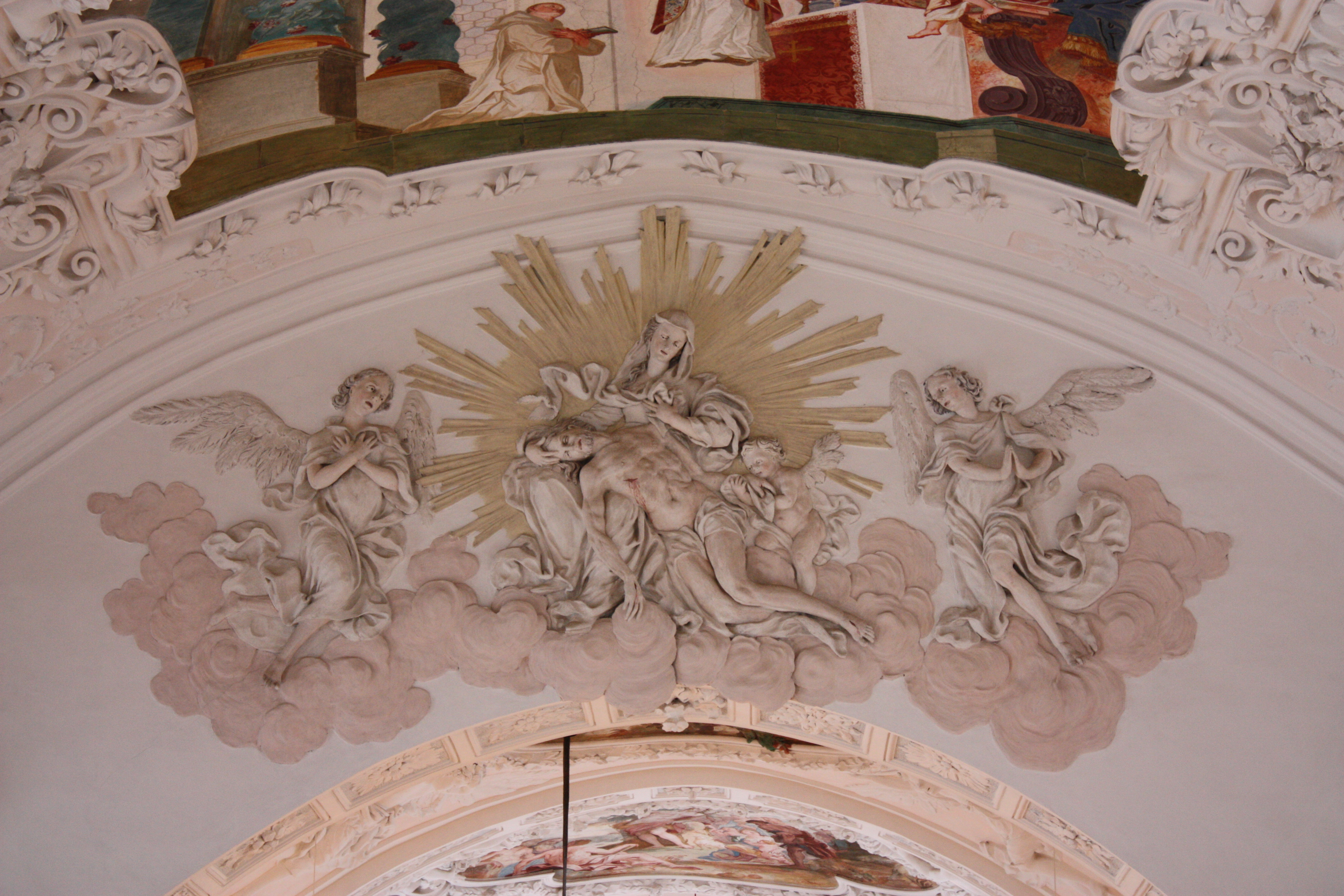
Pietà au-dessus du jubé, dans le chœur des frères

Les décors en stuc du chœur des moines et de celui des frères ont été créés par Dominikus Zimmermann dans le cadre de la baroquisation de l’église entre 1709 et 1711. Les couleurs dominantes sont le blanc et les teintes pastel.
Toutes les fresques sont encadrées d’un riche décor en stuc illustrant des couronnes de fleurs et de fruits. En outre, sur les diagonales, le chœur des moines est embelli d’anges à plat. Les arêtes des voûtes sont elles aussi ornées de guirlandes de fleurs et de fruits. Quant aux arcs doubleaux, ils sont garnis de vases, dont s’échappent des rinceaux. Les niches des fenêtres elles aussi comportent le plus souvent des fleurs. Les stucs de la chapelle de Marie sont également dus à Dominikus Zimmermann, y compris une représentation du couvent au-dessus de la porte de la chapelle. Lors de la rénovation de l’église en 1956, on y a appliqué l’inscription «Renov. 1956 Jos. Lutz». Cette illustration en relief documente aussi l’église paroissiale gothique Saint-Pierre-et-Saint-Paul de Buxheim qui a été démolie peu après pour être remplacée par un édifice baroque dû également à Dominikus Zimmermann. Ce relief compte parmi les meilleurs travaux de l’église. Sur la face occidentale de l’arc triomphal, il faut également signaler une magistrale Pietà.

## Peintures sur toile
L’église recèle des tableaux de Johann Friedrich Sichelbein et Johann Georg Bergmüller, peints entre 1694 et 1718. L’œuvre la plus ancienne est le tableau ornant la crédence, par Sichelbein, la plus récente est le retable du maître-autel, de 1718, par Bergmüller. Elles illustrent des scènes bibliques ou des moines chartreux lors d’événements caractéristiques.

## Pierres armoriées
Sur la paroi de la tribune se trouvent, entre les fresques, deux blocs de grès armoriés. Le plus méridional porte l’inscription latine Chorum istu(m) et altare nobil(e) et valid(um) Georgi(us) Gossenprait de Hohenfreiperg et Radgunda Eggen(n)bergeri(n) uxor ei(us) fundaverunt An(n)o d(omi)ni 15(12). L’autre montre les armes des comtes Waldbott von Bassenheim et les mots Sub comitibus de Waldbott-Bassenheim MDCCCVI-MCMXXVI. Ces blocs armoriés se trouvaient initialement sur les autels de la tribune, ils ont été déplacés à cet emplacement en 1956.

## Orgue

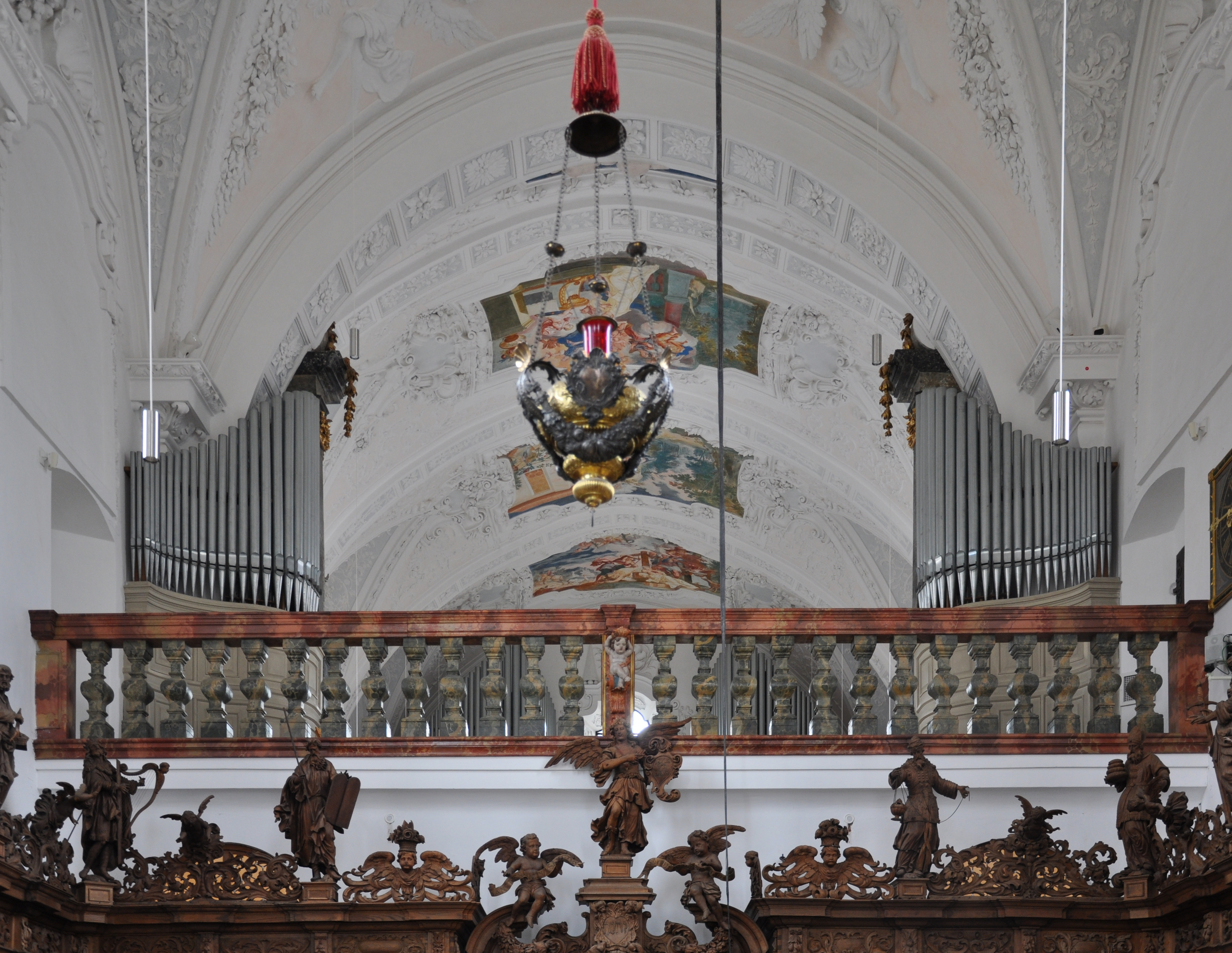
Orgue sur le jubé

L’orgue, de 1956, est dû à «Reiser Orgelbau», une manufacture de Biberach. Il se compose de quatre parties. Deux sont placées sur la tribune occidentale, et deux sur le jubé. L’instrument a 22 registres répartis sur trois manuaux et pédales, et est organisé selon la disposition suivante :
| I Hauptwerk C–g3 |           |    |
| 1.               | Prinzipal | 8′ |
| 2.               | Hohlflöte | 8′ |
| 3.               | Oktav     | 4′ |
| 4.               | Rohrflöte | 4′ |
| 5.               | Waldflöte | 2′ |
| 6.               | Mixtur    | 2′ |
| 7.               | Trompete  | 8′ |

| II Positiv C–g3 |             |       |
| 8.              | Coppelflöte | 8′    |
| 9.              | Quintade    | 8′    |
| 10.             | Principal   | 4′    |
| 11.             | Quint       | 12/3′ |
| 12.             | Cymbel      | 2/3′  |

| III Schwellwerk C–g3 |                       |      |
| 13.                  | Gedackt               | 8′   |
| 14.                  | Salizet               | 8′   |
| 15.                  | Italienisch Principal | 4′   |
| 16.                  | Quinte                | 2/3′ |
| 17.                  | Larigot               | 2′   |
| 18.                  | Krummhorn             | 8′   |
|                      | Tremulant             |      |

| Pedal C–f1 |                  |     |
| 19.        | Subbass          | 16′ |
| 20.        | Oktavbass        | 8′  |
| 21.        | Choralbass       | 4′  |
| 22.        | Lieblich Posaune | 16′ |

- Koppeln: II/I, III/I, III/II, I/P, II/P, III/P.
- Spielhilfen: 1 freie Kombination, Crescendowalze, Walze aus, Tutti.

## Cloche

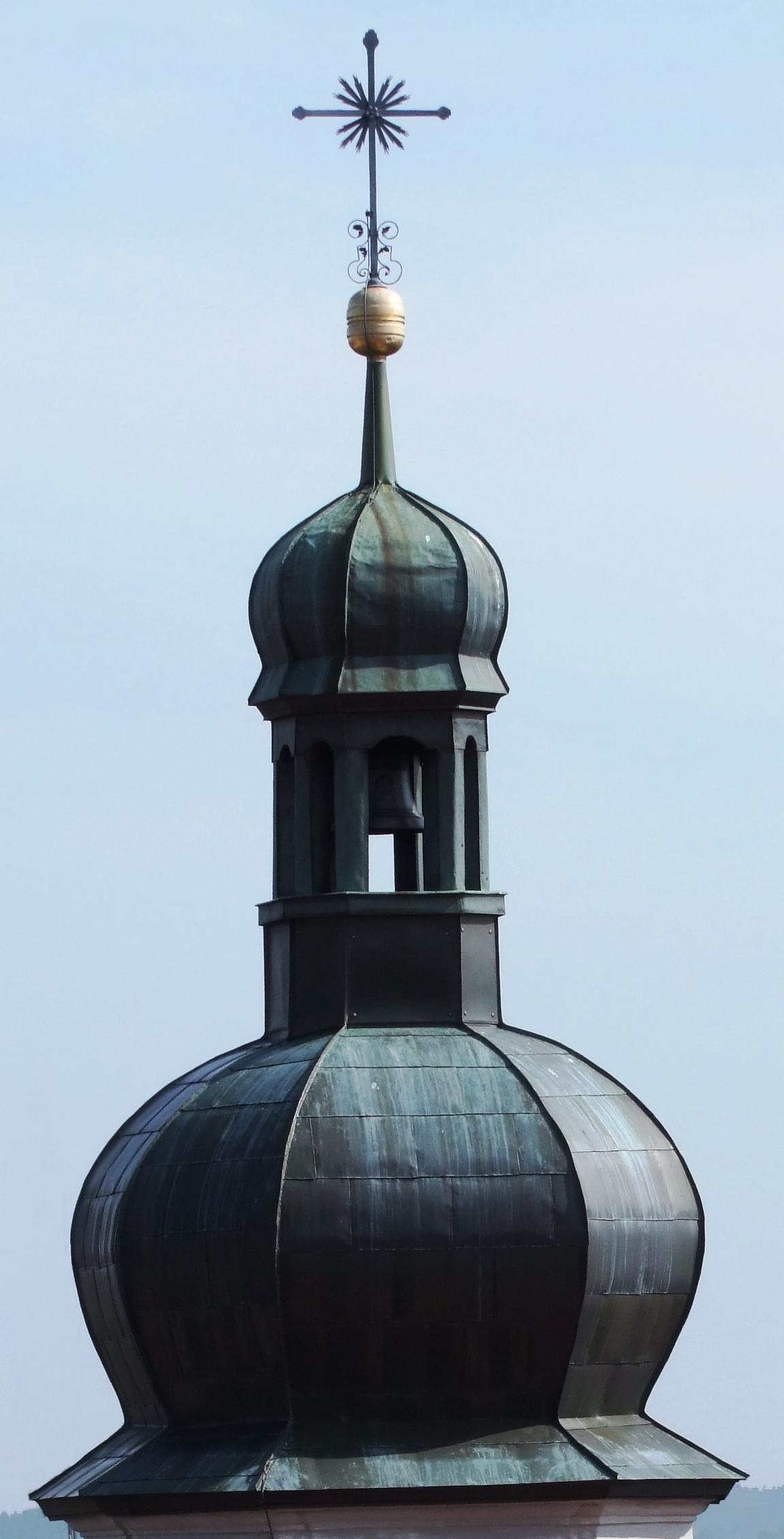
Clocheton sur le chœur des moines

Le clocheton est équipé d’une cloche. La première est attestée en 1711, mais en 1723 déjà, pour une raison inconnue, les fondeurs Matthias Langenegger et Anton Benedikt Ernst, de Munich en réalisent une nouvelle. La cloche actuelle a été réalisée en 1772 par Johann Georg Ernst, de Memmingen. Sa hauteur est de 65 cm et son diamètre de 81 cm. Le haut de la cloche est orné d’une frise de rinceaux. L’inscription débute par une croix de Malte, suivie de SEMPER OSANNA CLAMET HAEC CAMPANA. Au-dessous, se trouve un bandeau orné d’une tête de lion tenu par deux sirènes, dont les corps se terminent en volutes fleuries.
Un relief montre saint Bruno en habit monastique, tenant de la main gauche un crucifix. L’on ne peut interpréter ce qu’il tient de la droite. Cela pourrait être un bâton de marche, par allusion à la fondation de l’Ordre, ou d’un outil, signifiant un travail manuel. Il est agenouillé devant un crâne, posé sur un os. Derrière lui, se trouve une mitre renversée, et une croix, en rappel de son refus d’être nommé archevêque.
Un second relief montre les armoiries de la chartreuse impériale de Buxheim, portées par deux anges. Inscription : «PRDD HIERONYMUS PRIOR«. L’abréviation PRDD signifie Plurimum Reverendus Dominus Dominus. Au-dessous, l’on voit saint Hugues, évêque de Lincoln. Il est représenté en chartreux, avec crosse d’évêque, pectoral, cygne et calice, en extase devant le miracle du calice. Un cartouche rocaille porte la signature des fondeurs : «JOHAN/GEORG ERNST/GOS/MICH IN/MEMMINGEN». Les chiffres 17 et 72, séparés, rappellent le millésime de la fonte.

## Usage
L’église ne fait partie d’aucune paroisse, puisque l’État de Bavière en est propriétaire. L’État a conclu un accord avec l’Association pour la protection du patrimoine (Heimatdienst), afin que cet organisme en assure l’exploitation. L’église sert aujourd’hui d’espace d’exposition au Musée allemand des chartreuses, qui y présente des objets d’art sacré. L’église peut aussi être louée pour des célébrations solennelles, comme baptêmes, mariages, etc. L’association organise également plusieurs fois par année des célébrations de messes, des expositions et des concerts.